# Seznam diplomatických misí Itálie
Toto je seznam diplomatických misí Itálie, který nezahrnuje honorární konzuláty. Itálie má rozsáhlou globální síť diplomatických misí. Je to jediná země na světě,[zdroj?] která má velvyslanectví na svém vlastním území – italské velvyslanectví u Svatého stolce je v Římě.

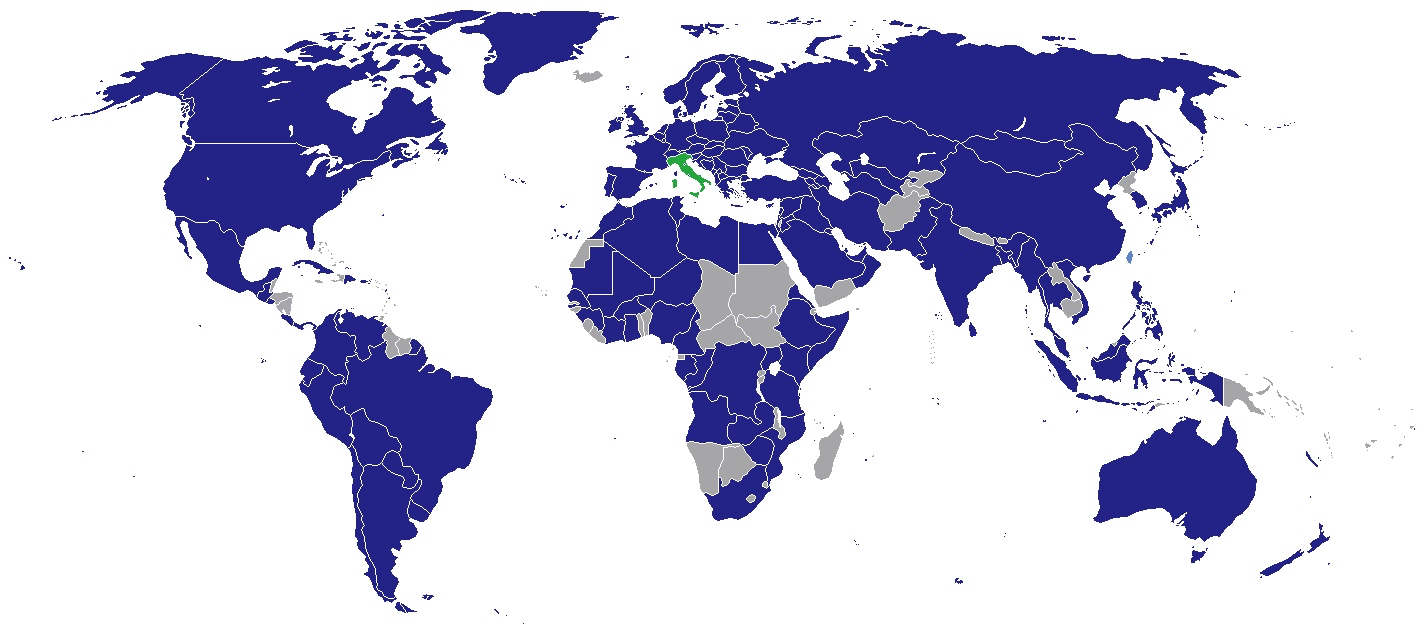
Diplomatické mise Itálie

## Současné mise

### Afrika
| Hostitelská země               | Hostitelské město | Mise               | Souběžná akreditace | Reference |
| ------------------------------ | ----------------- | ------------------ | --- | --------- |
| Alžírsko                       | Alžír             | Velvyslanectví     | |           |
| Angola                         | Luanda            | Velvyslanectví     | Státy: Svatý Tomáš a Princův ostrov                                                                                                | [ 1 ]     |
| Burkina Faso                   | Ouagadougou       | Velvyslanectví     | | [ 2 ]     |
| Egypt                          | Káhira            | Velvyslanectví     | | [ 3 ]     |
| Eritrea                        | Asmara            | Velvyslanectví     | | [ 4 ]     |
| Etiopie                        | Addis Abeba       | Velvyslanectví     | Státy: Džibutsko Jižní Súdán Mezinárodní organizace: Mezivládní úřad pro rozvoj                                                    | [ 5 ]     |
| Gabon                          | Libreville        | Velvyslanectví     | | [ 6 ]     |
| Ghana                          | Akkra             | Velvyslanectví     | Státy: Togo | [ 7 ]     |
| Guinea                         | Konakry           | Velvyslanectví     | | [ 8 ]     |
| Jižní Afrika                   | Pretorie          | Velvyslanectví     | Státy: Lesotho Madagaskar Mauricius Namibie                                                                                        | [ 9 ]     |
| Jižní Afrika                   | Johannesburg      | Generální konzulát | Státy: Lesotho Madagaskar Mauricius Namibie                                                                                        | [ 10 ]    |
| Jižní Afrika                   | Kapské Město      | Konzulát           | Státy: Lesotho Madagaskar Mauricius Namibie                                                                                        | [ 11 ]    |
| Kamerun                        | Yaoundé           | Velvyslanectví     | Státy: Čad Rovníková Guinea Středoafrická republika                                                                                | [ 12 ]    |
| Keňa                           | Nairobi           | Velvyslanectví     | Státy: Seychely Mezinárodní organizace: Organizace spojených národů Program OSN pro životní prostředí Program OSN pro lidská sídla | [ 13 ]    |
| Konžská demokratická republika | Kinshasa          | Velvyslanectví     | |           |
| Konžská republika              | Brazzaville       | Velvyslanectví     | |           |
| Libye                          | Tripolis          | Velvyslanectví     | | [ 14 ]    |
| Libye                          | Benghází          | Generální konzulát | |           |
| Mali                           | Bamako            | Velvyslanectví     | | [ 15 ]    |
| Maroko                         | Rabat             | Velvyslanectví     | Státy: Mauritánie | [ 16 ]    |
| Maroko                         | Casablanca        | Generální konzulát | Státy: Mauritánie | [ 17 ]    |
| Mosambik                       | Maputo            | Velvyslanectví     | Státy: Botswana Svazijsko | [ 18 ]    |
| Niger                          | Niamey            | Velvyslanectví     | |           |
| Nigérie                        | Abuja             | Velvyslanectví     | Státy: Benin Mezinárodní organizace: Hospodářské společenství západoafrických států                                                | [ 19 ]    |
| Nigérie                        | Lagos             | Generální konzulát | Státy: Benin Mezinárodní organizace: Hospodářské společenství západoafrických států                                                | [ 20 ]    |
| Pobřeží slonoviny              | Abidžan           | Velvyslanectví     | Státy: Libérie Sierra Leone |           |
| Senegal                        | Dakar             | Velvyslanectví     | Státy: Gambie Guinea-Bissau Kapverdy                                                                                               | [ 21 ]    |
| Somálsko                       | Mogadišo          | Velvyslanectví     | | [ 22 ]    |
| Súdán                          | Chartúm           | Velvyslanectví     | | [ 23 ]    |
| Tanzanie                       | Dar es Salaam     | Velvyslanectví     | Státy: Komory | [ 24 ]    |
| Tunisko                        | Tunis             | Velvyslanectví     | | [ 25 ]    |
| Uganda                         | Kampala           | Velvyslanectví     | Státy: Burundi Rwanda | [ 26 ]    |
| Zambie                         | Lusaka            | Velvyslanectví     | Státy: Malawi | [ 27 ]    |
| Zimbabwe                       | Harare            | Velvyslanectví     | | [ 28 ]    |

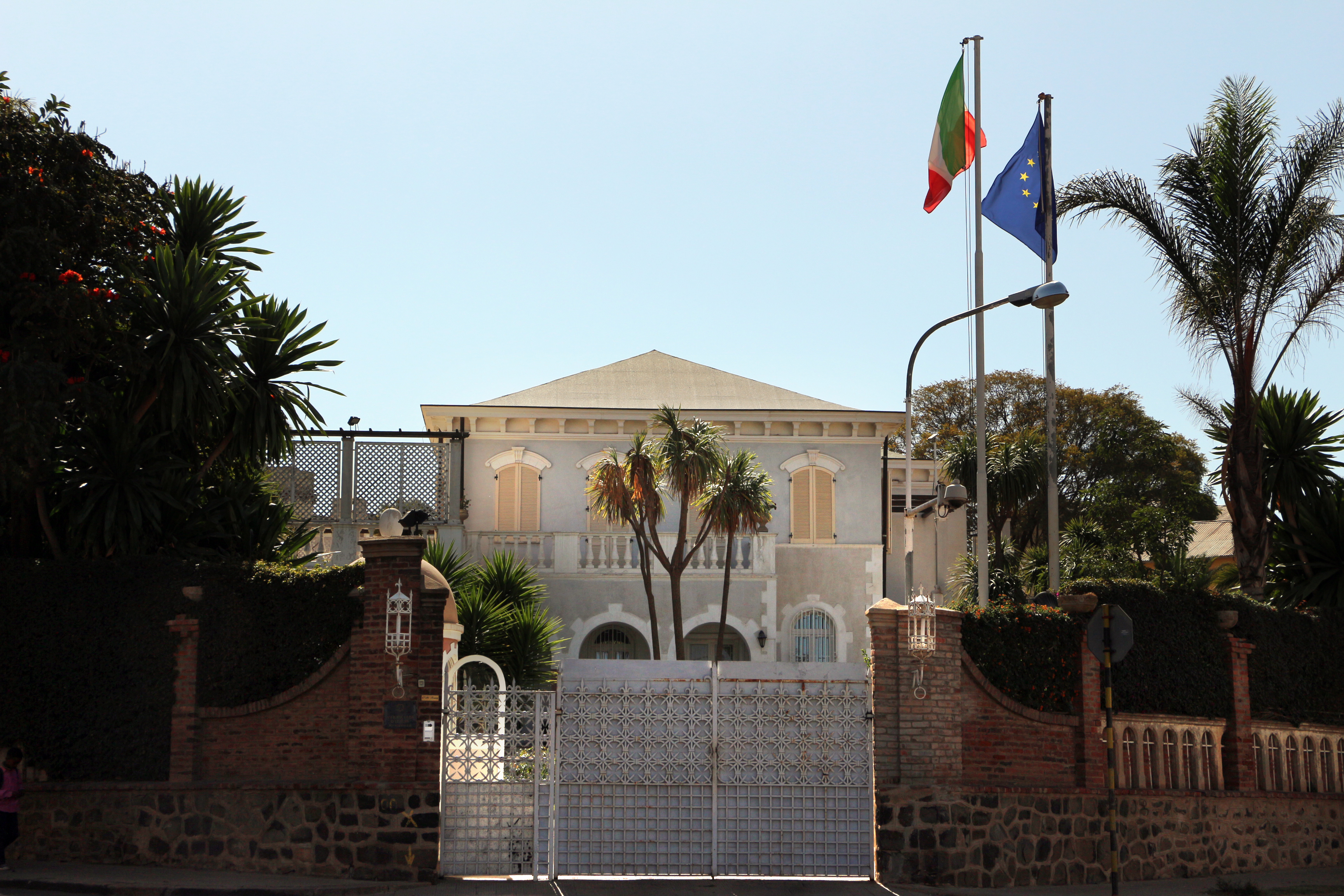
Velvyslanectví v Asmaře
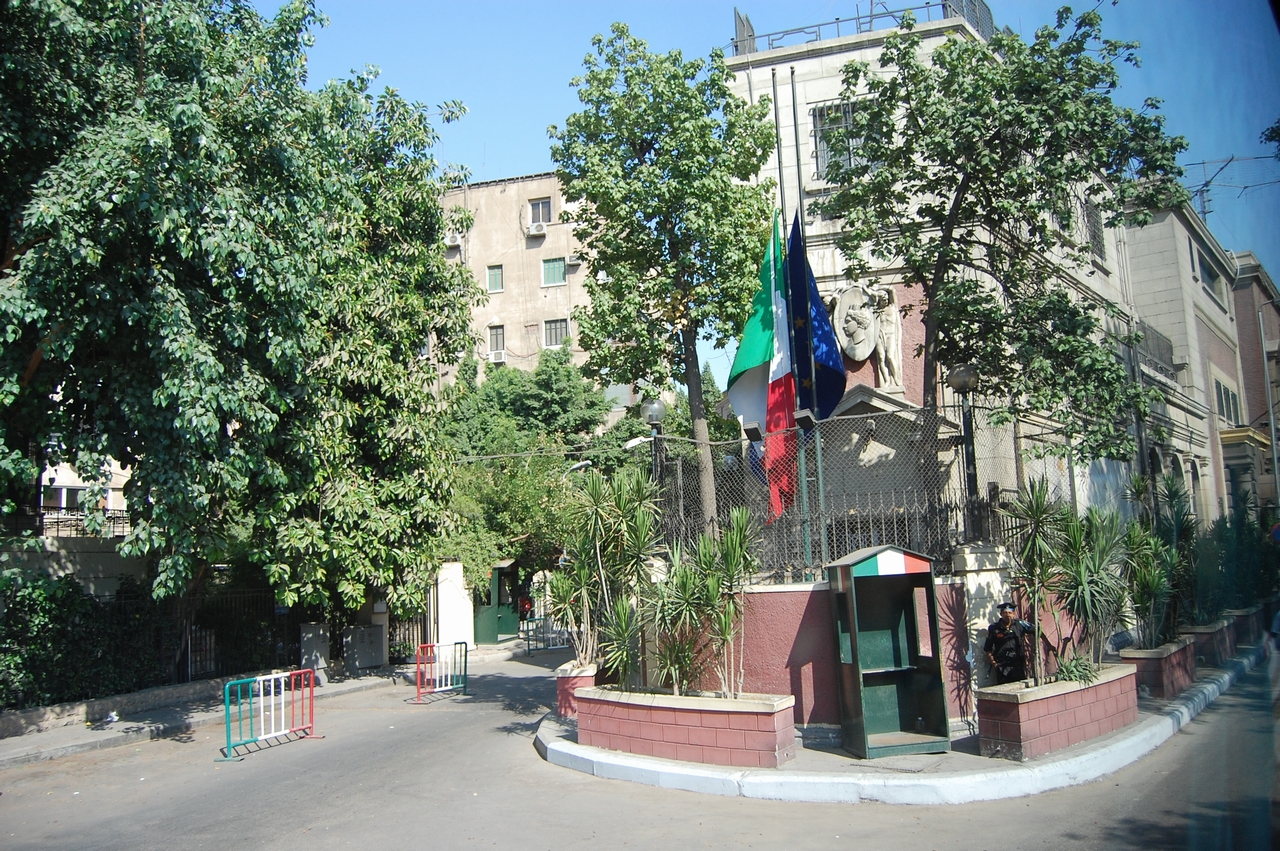
Velvyslanectví v Káhiře
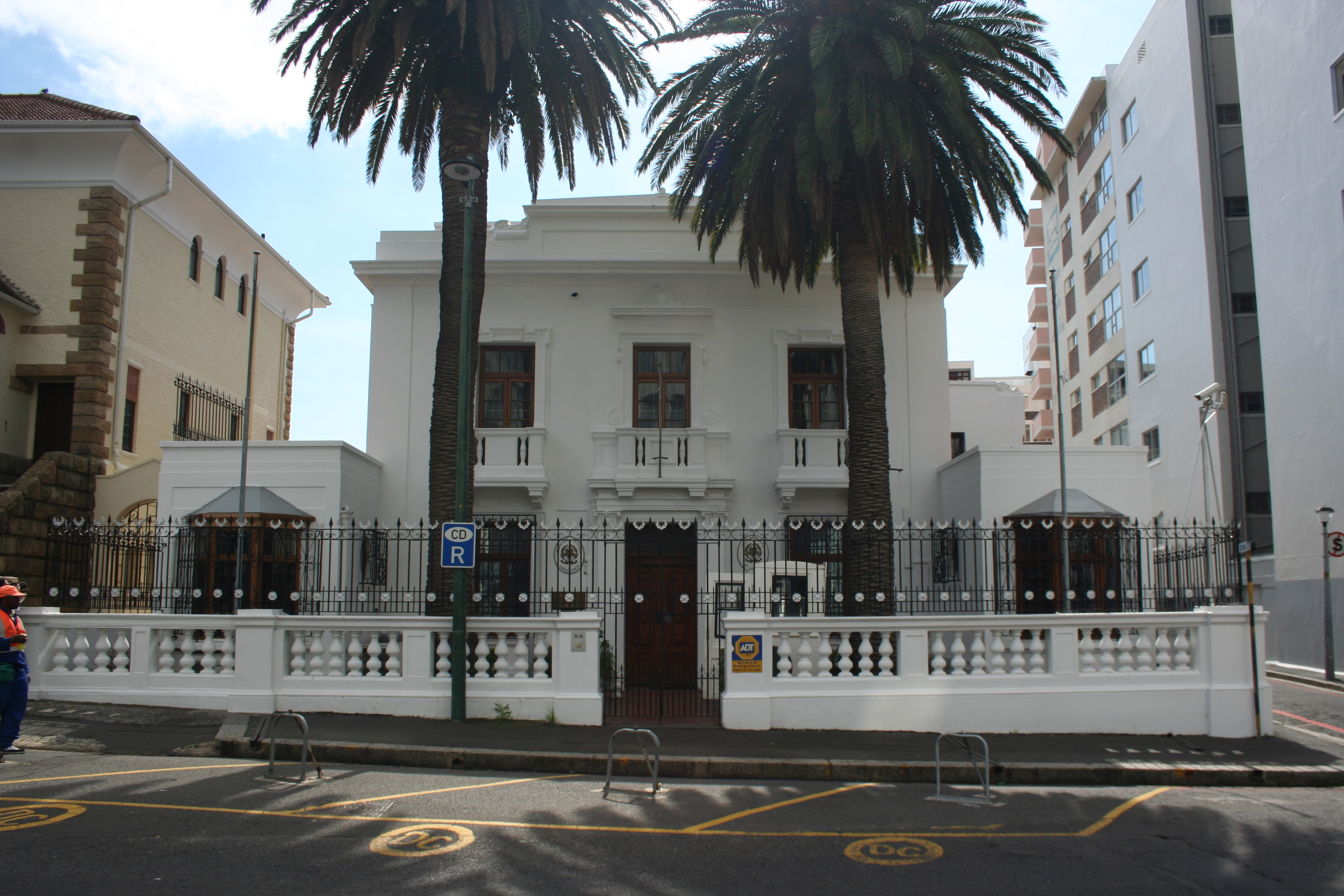
Konzulát v Kapském Městě
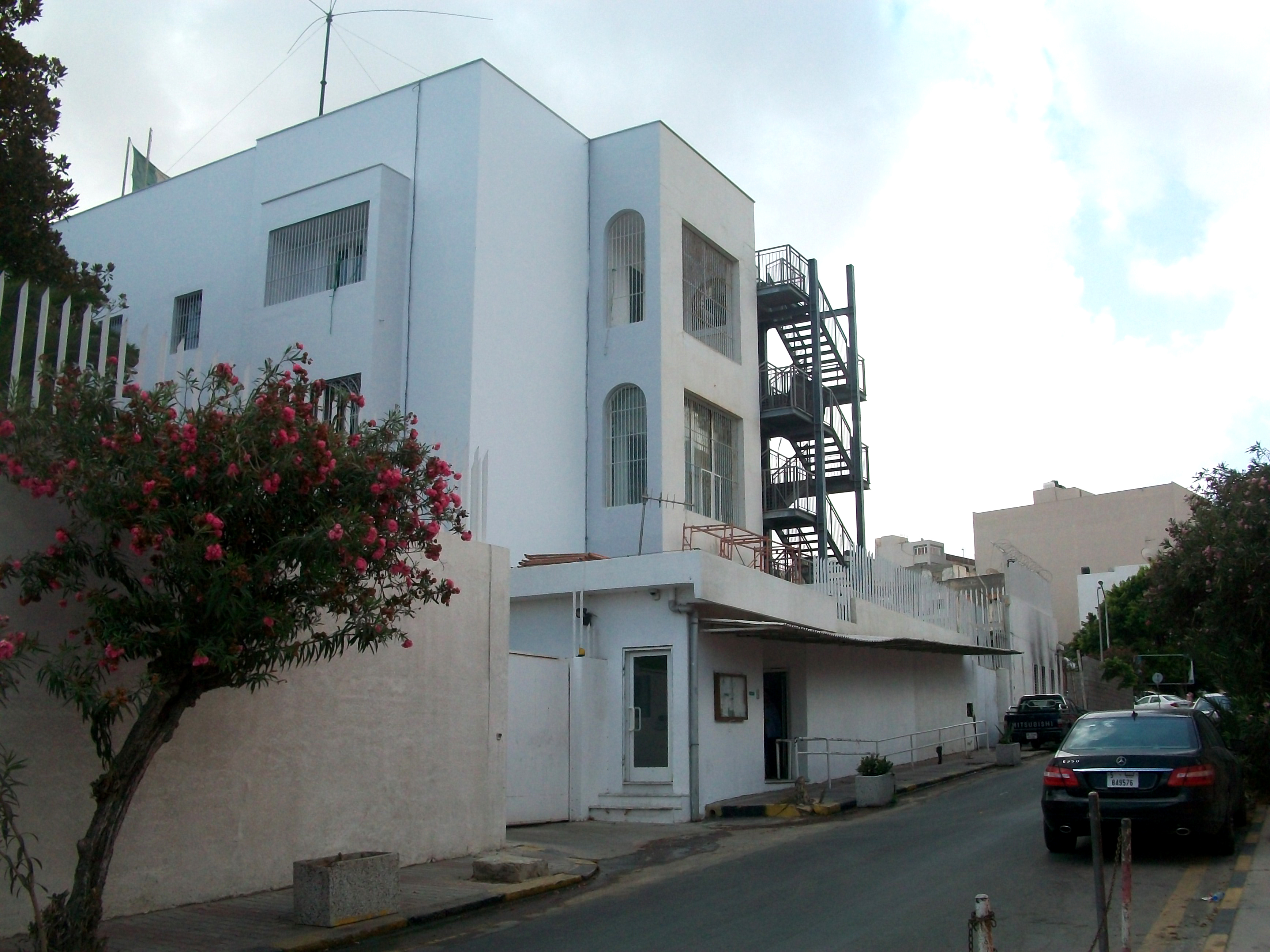
Velvyslanectví v Tripolisu
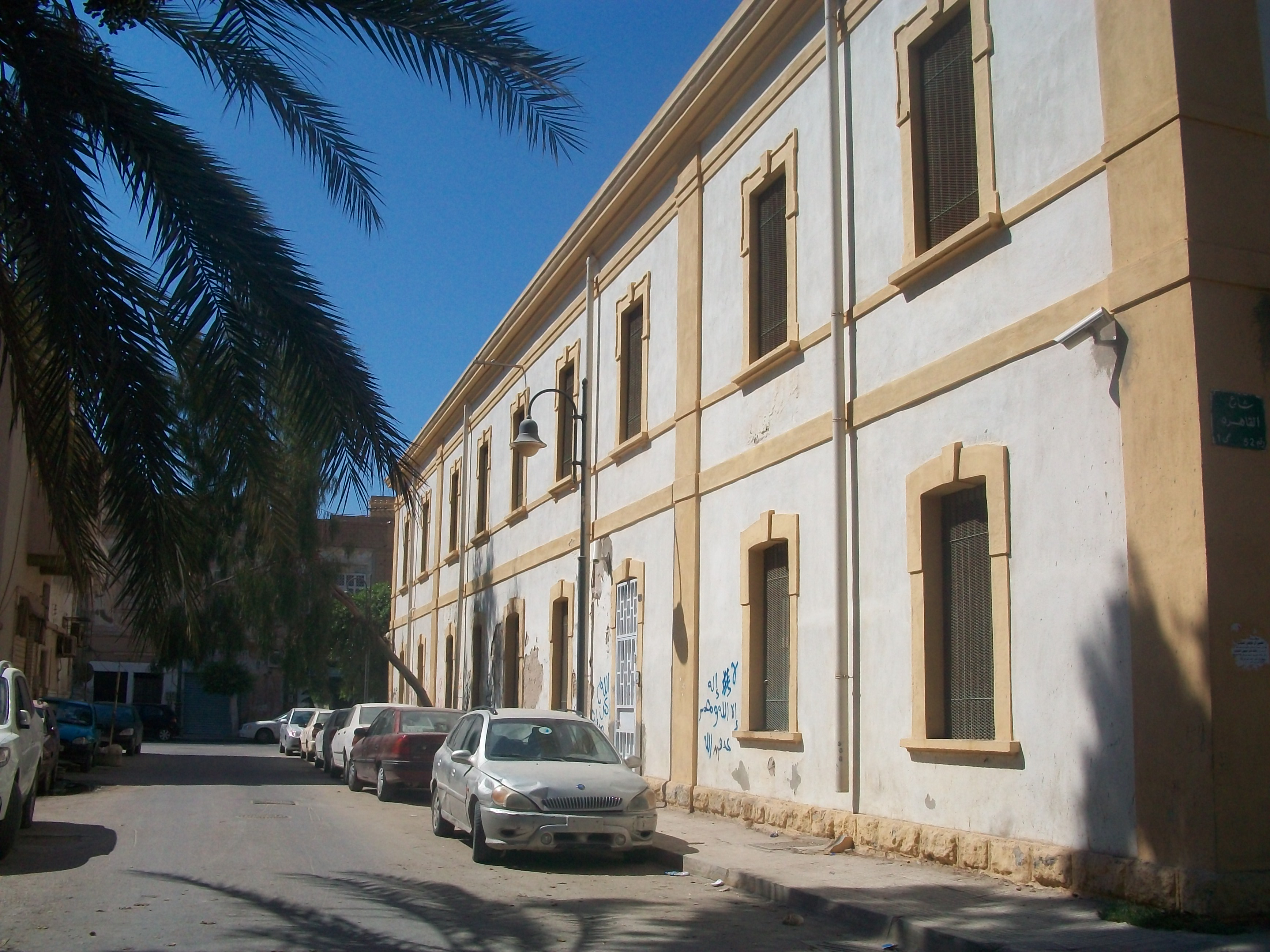
Generální konzulát v Benghází

### Amerika
| Hostitelská země       | Hostitelské město   | Mise                | Souběžná akreditace | Reference |
| ---------------------- | ------------------- | ------------------- | --- | --------- |
| Argentina              | Buenos Aires        | Velvyslanectví      | | [ 29 ]    |
| Argentina              | Bahía Blanca        | Generální konzulát  | [ 30 ] |           |
| Argentina              | Córdoba             | Generální konzulát  | [ 31 ] |           |
| Argentina              | La Plata            | Generální konzulát  | [ 32 ] |           |
| Argentina              | Rosario             | Generální konzulát  | |           |
| Argentina              | Mar del Plata       | Konzulát            | [ 33 ] |           |
| Argentina              | Mendoza             | Konzulát            | [ 34 ] |           |
| Argentina              | Lomas de Zamora     | Konzulární agentura | [ 35 ] |           |
| Argentina              | Morón               | Konzulární agentura | [ 36 ] |           |
| Bolívie                | La Paz              | Velvyslanectví      | | [ 37 ]    |
| Brazílie               | Brasília            | Velvyslanectví      | Státy: Surinam | [ 38 ]    |
| Brazílie               | Belo Horizonte      | Konzulát            | Státy: Surinam | [ 39 ]    |
| Brazílie               | Curitiba            | Generální konzulát  | Státy: Surinam | [ 40 ]    |
| Brazílie               | Porto Alegre        | Generální konzulát  | Státy: Surinam | [ 41 ]    |
| Brazílie               | Rio de Janeiro      | Generální konzulát  | Státy: Surinam | [ 42 ]    |
| Brazílie               | São Paulo           | Generální konzulát  | Státy: Surinam | [ 43 ]    |
| Brazílie               | Recife              | Konzulát            | Státy: Surinam | [ 44 ]    |
| Chile                  | Santiago de Chile   | Velvyslanectví      | | [ 45 ]    |
| Dominikánská republika | Santo Domingo       | Velvyslanectví      | | [ 46 ]    |
| Ekvádor                | Quito               | Velvyslanectví      | | [ 47 ]    |
| Guatemala              | Ciudad de Guatemala | Velvyslanectví      | Státy: Honduras | [ 48 ]    |
| Kanada                 | Ottawa              | Velvyslanectví      | | [ 49 ]    |
| Kanada                 | Montréal            | Generální konzulát  | [ 50 ] |           |
| Kanada                 | Toronto             | Generální konzulát  | [ 51 ] |           |
| Kanada                 | Vancouver           | Generální konzulát  | [ 52 ] |           |
| Kanada                 | Edmonton            | Konzulární úřad     | |           |
| Kolumbie               | Bogota              | Velvyslanectví      | | [ 53 ]    |
| Kostarika              | San José            | Velvyslanectví      | | [ 54 ]    |
| Kuba                   | Havana              | Velvyslanectví      | | [ 55 ]    |
| Mexiko                 | Ciudad de México    | Velvyslanectví      | Státy: Belize | [ 56 ]    |
| Nikaragua              | Managua             | Velvyslanectví      | | [ 57 ]    |
| Panama                 | Panamá              | Velvyslanectví      | Skrýt: Antigua a Barbuda Barbados Dominika Grenada Guyana Haiti Svatá Lucie Svatý Kryštof a Nevis Svatý Vincenc a Grenadiny Trinidad a Tobago | [ 58 ]    |
| Paraguay               | Asunción            | Velvyslanectví      | | [ 59 ]    |
| Peru                   | Lima                | Velvyslanectví      | | [ 60 ]    |
| Salvador               | San Salvador        | Velvyslanectví      | | [ 61 ]    |
| Spojené státy americké | Washington, D.C.    | Velvyslanectví      | Státy Bahamy Jamajka Mezinárodní organizace Organizace amerických států                                                                       | [ 62 ]    |
| Spojené státy americké | Boston              | Generální konzulát  | Státy Bahamy Jamajka Mezinárodní organizace Organizace amerických států                                                                       | [ 63 ]    |
| Spojené státy americké | Filadelfie          | Generální konzulát  | Státy Bahamy Jamajka Mezinárodní organizace Organizace amerických států                                                                       | [ 64 ]    |
| Spojené státy americké | Chicago             | Generální konzulát  | Státy Bahamy Jamajka Mezinárodní organizace Organizace amerických států                                                                       | [ 65 ]    |
| Spojené státy americké | Houston             | Generální konzulát  | Státy Bahamy Jamajka Mezinárodní organizace Organizace amerických států                                                                       | [ 66 ]    |
| Spojené státy americké | Los Angeles         | Generální konzulát  | Státy Bahamy Jamajka Mezinárodní organizace Organizace amerických států                                                                       | [ 67 ]    |
| Spojené státy americké | Miami               | Generální konzulát  | Státy Bahamy Jamajka Mezinárodní organizace Organizace amerických států                                                                       | [ 68 ]    |
| Spojené státy americké | New York            | Generální konzulát  | Státy Bahamy Jamajka Mezinárodní organizace Organizace amerických států                                                                       | [ 69 ]    |
| Spojené státy americké | San Francisco       | Generální konzulát  | Státy Bahamy Jamajka Mezinárodní organizace Organizace amerických států                                                                       | [ 70 ]    |
| Spojené státy americké | Detroit             | Konzulát            | Státy Bahamy Jamajka Mezinárodní organizace Organizace amerických států                                                                       | [ 71 ]    |
| Uruguay                | Montevideo          | Velvyslanectví      | | [ 72 ]    |
| Venezuela              | Caracas             | Velvyslanectví      | | [ 73 ]    |
| Venezuela              | Maracaibo           | Konzulát            | [ 74 ] |           |

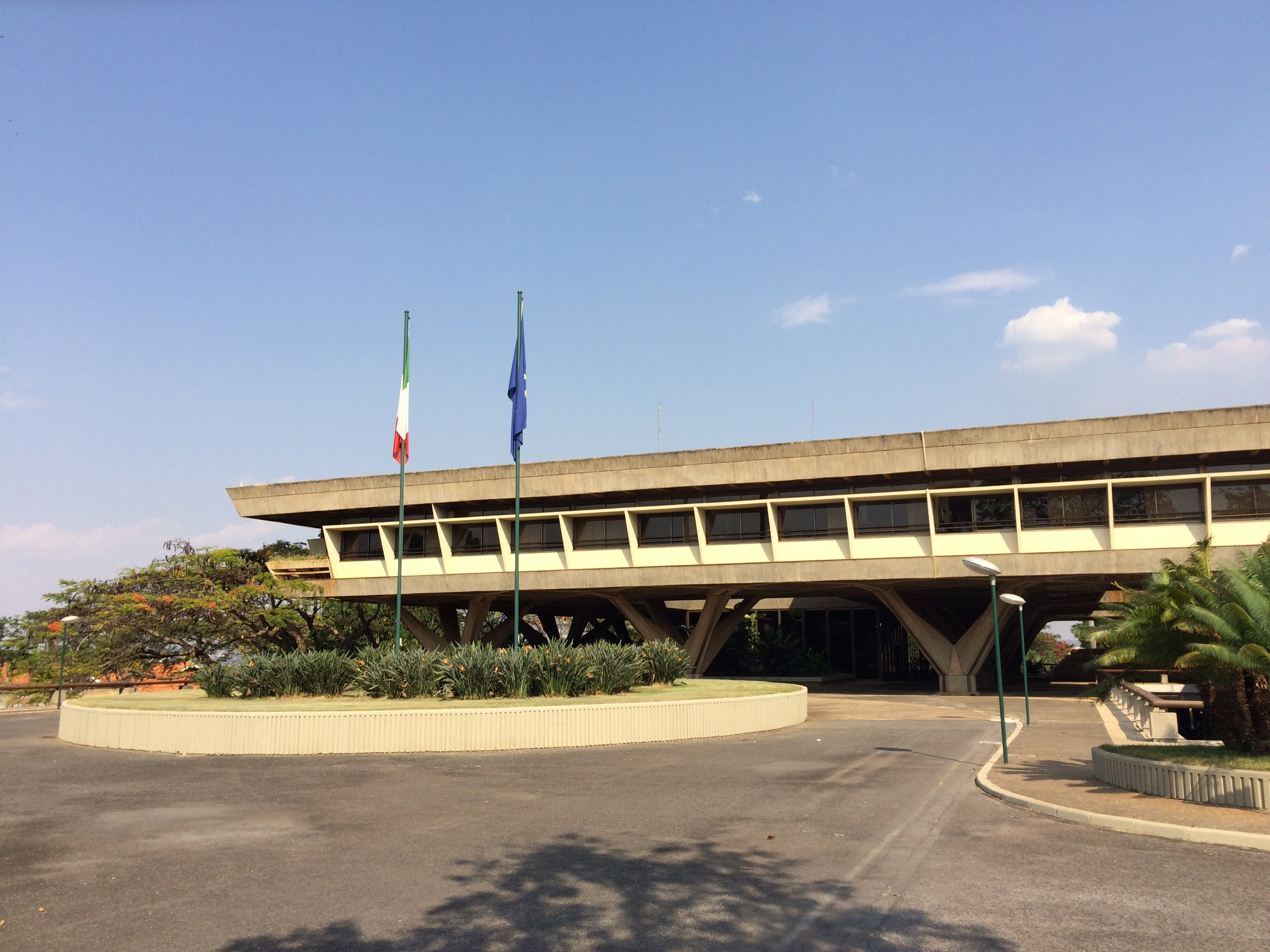
Velvyslanectví v Brasílii
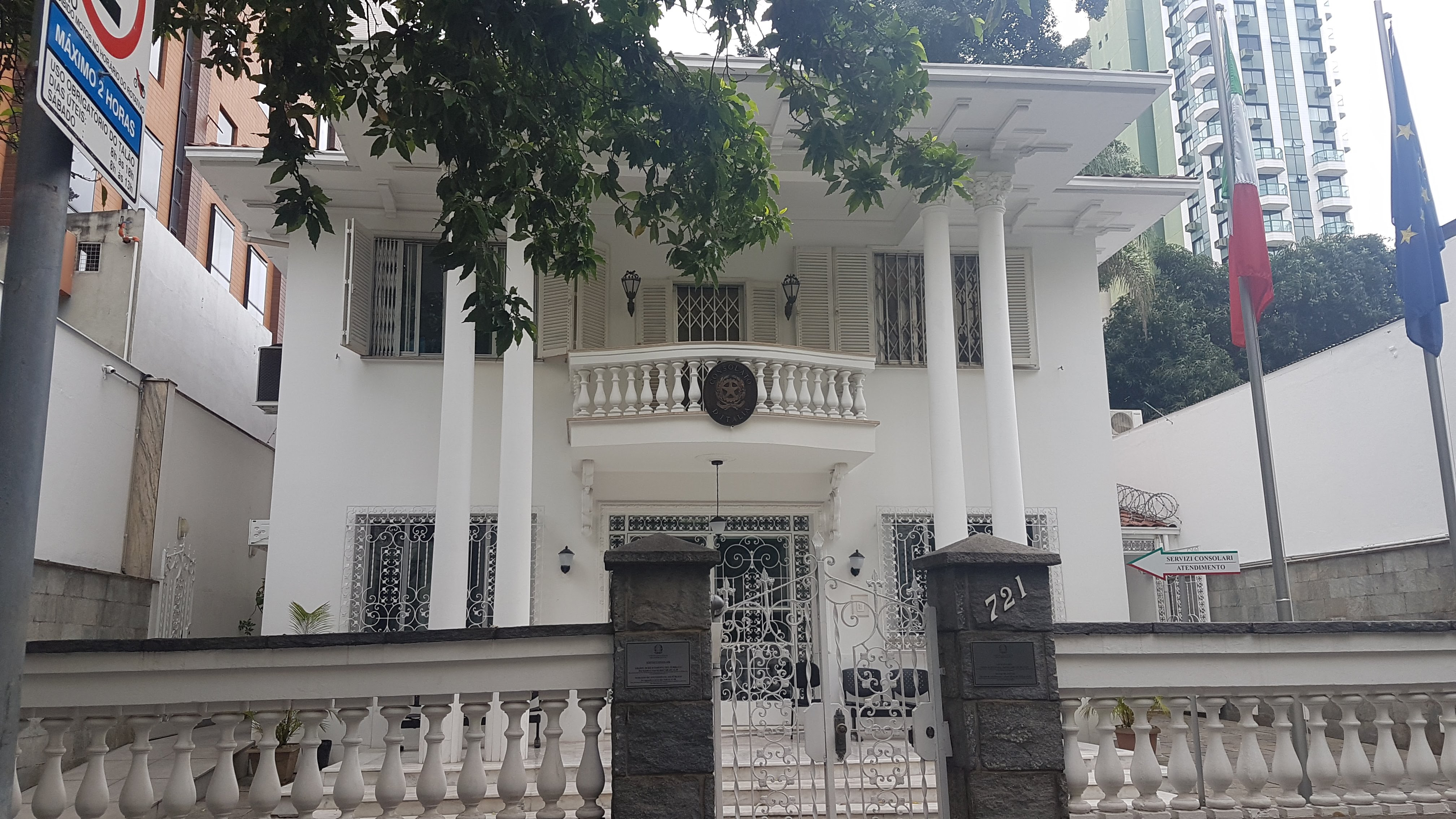
Generální konzulát v Belo Horizonte
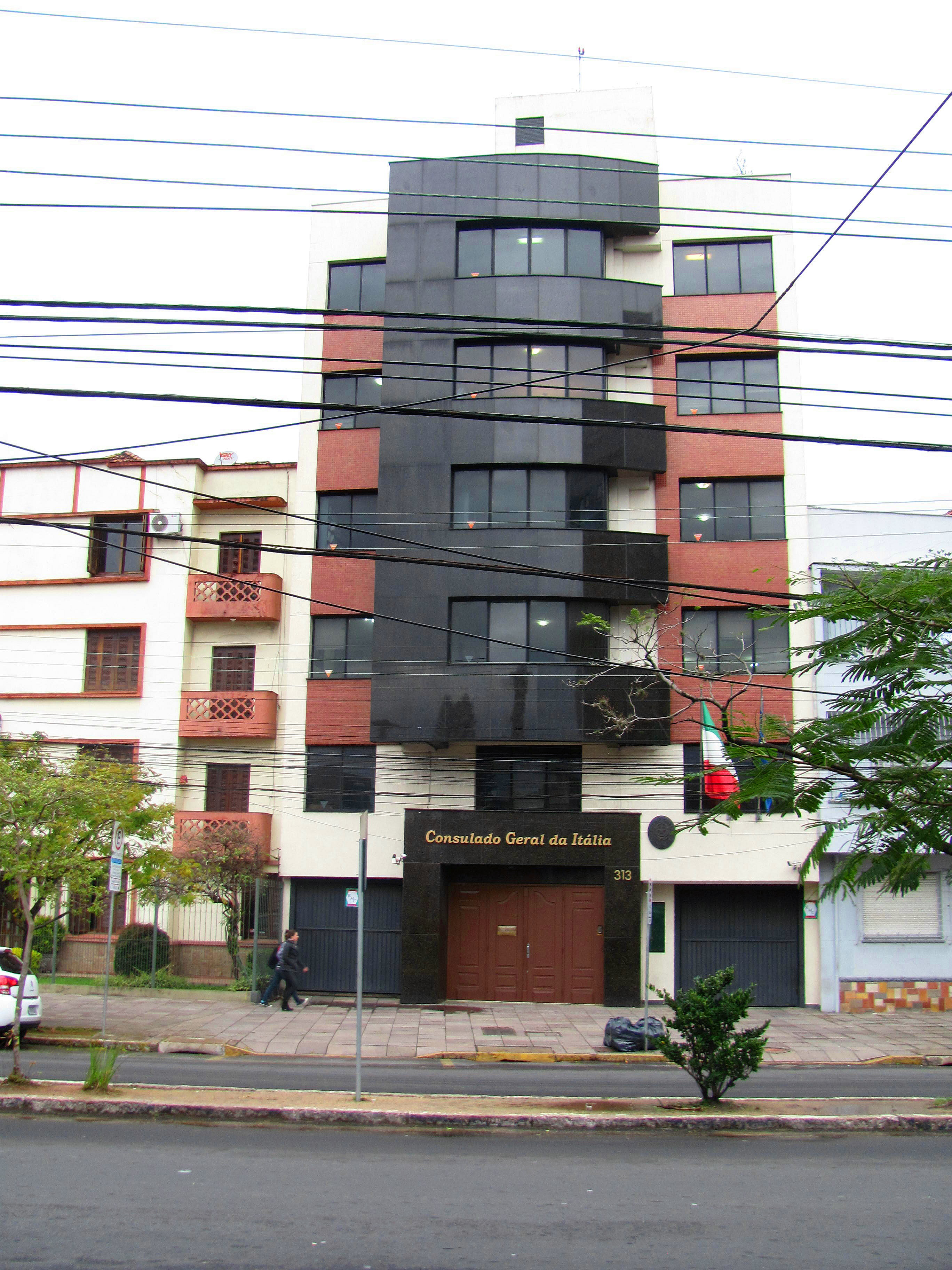
Generální konzulát v Porto Alegre
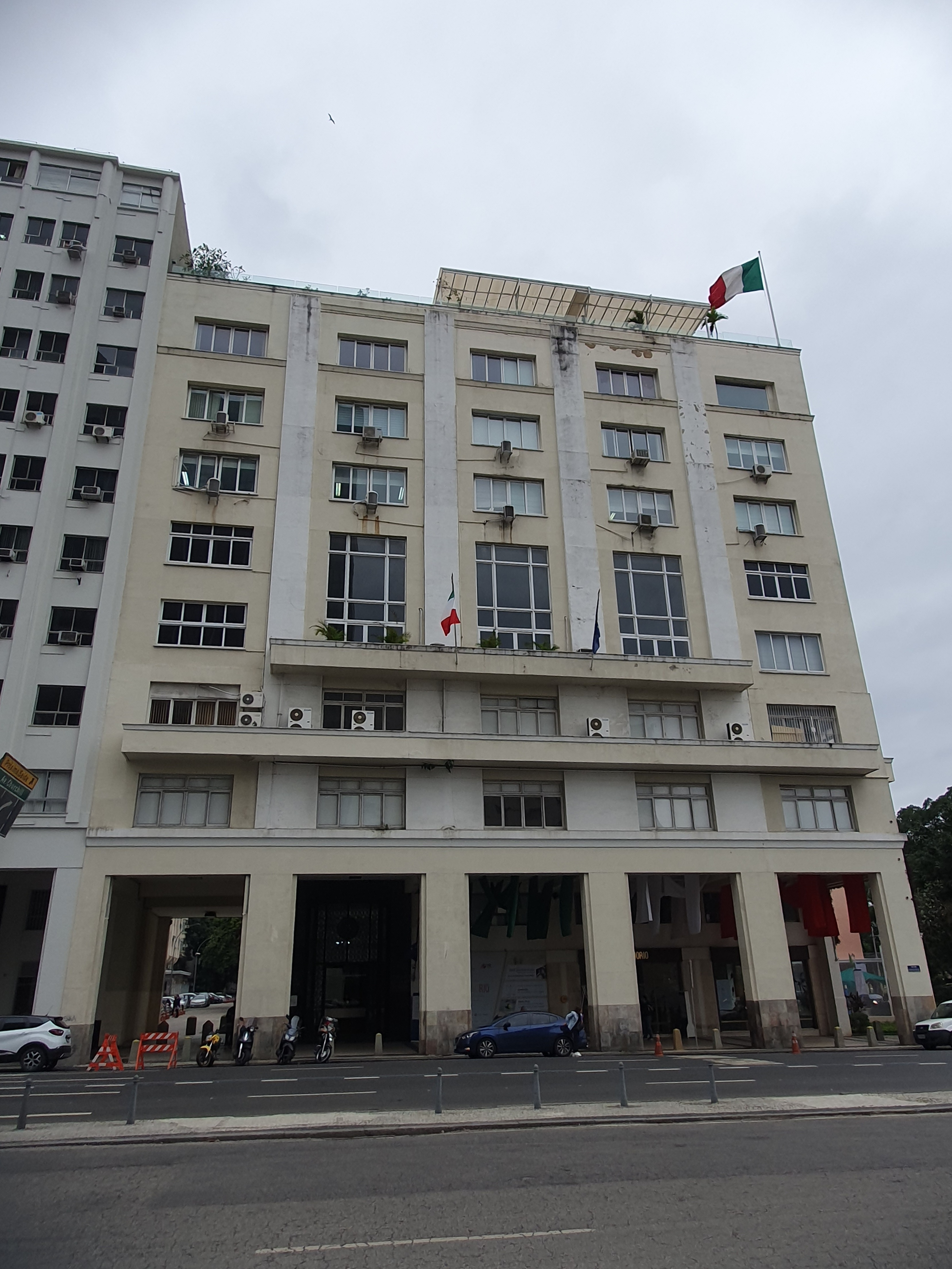
Generální konzulát v Rio de Janeiru
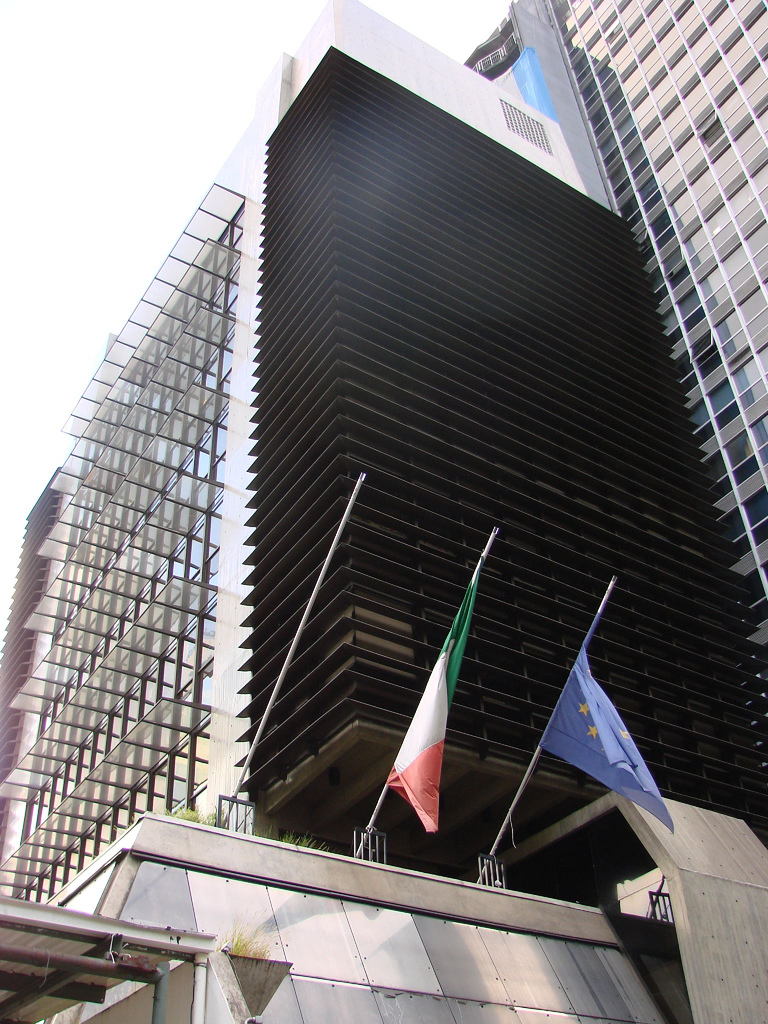
Generální konzulát v São Paulu
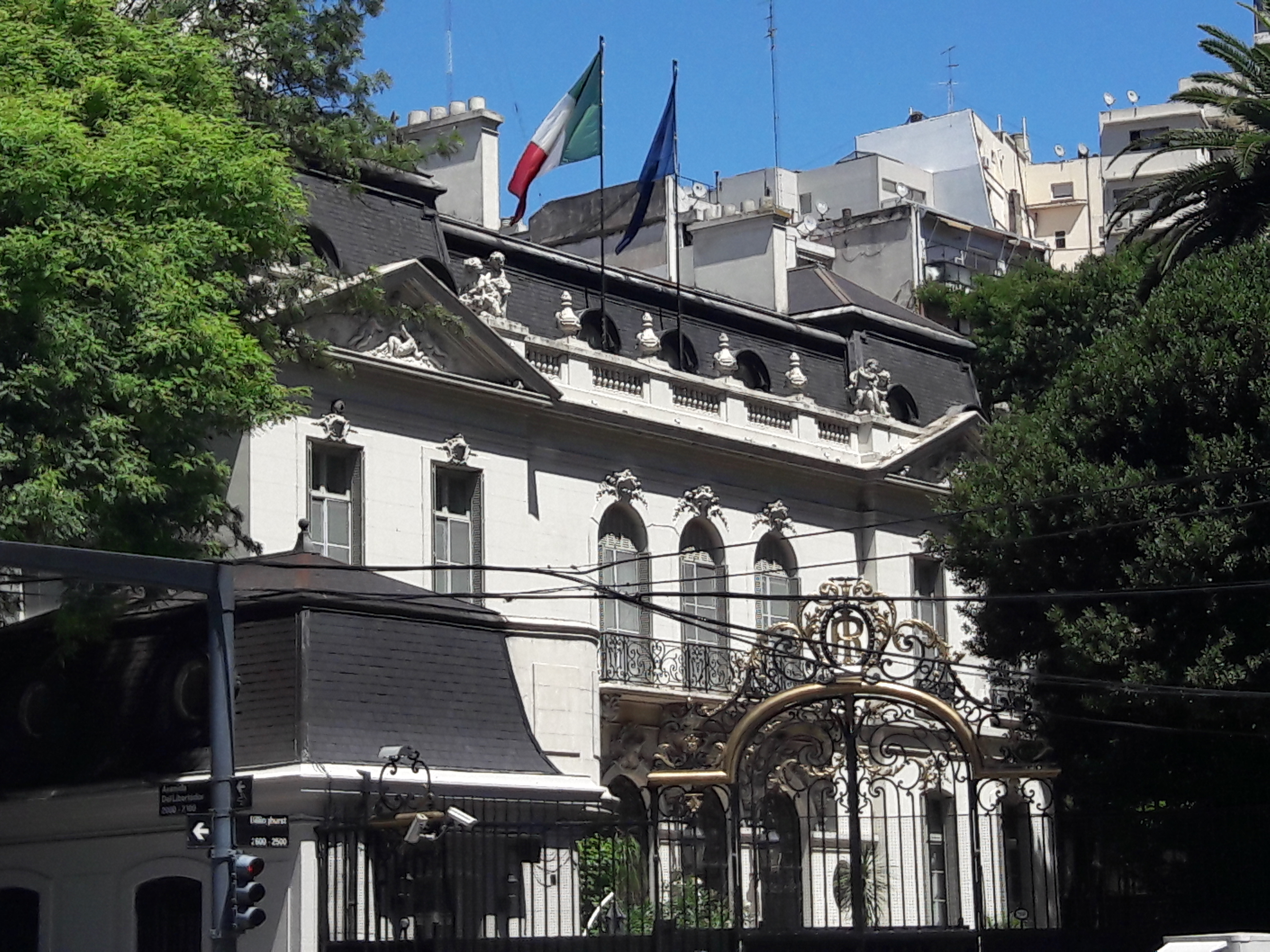
Velvyslanectví v Buenos Aires
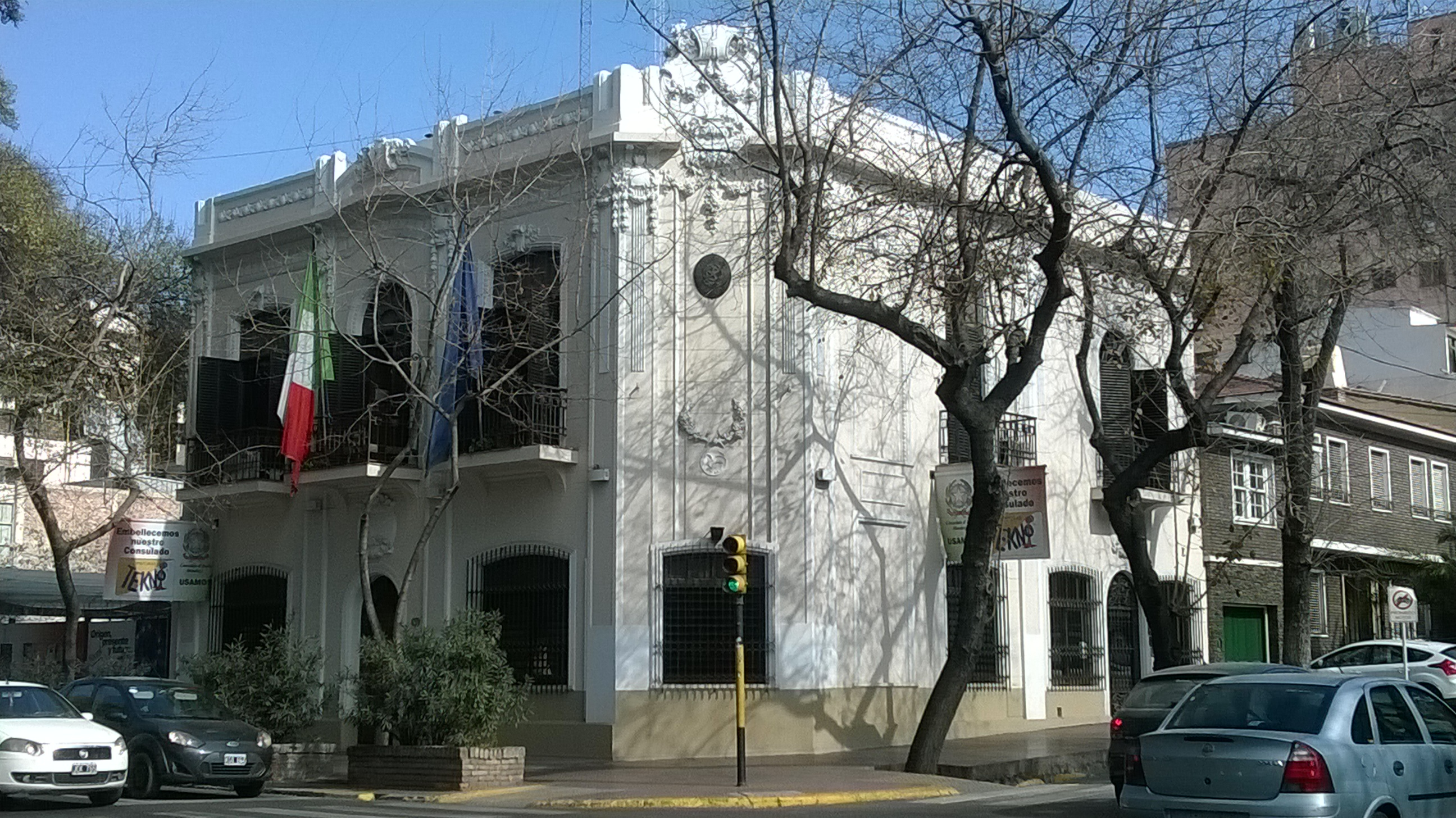
Generální konzulát v Mendoze
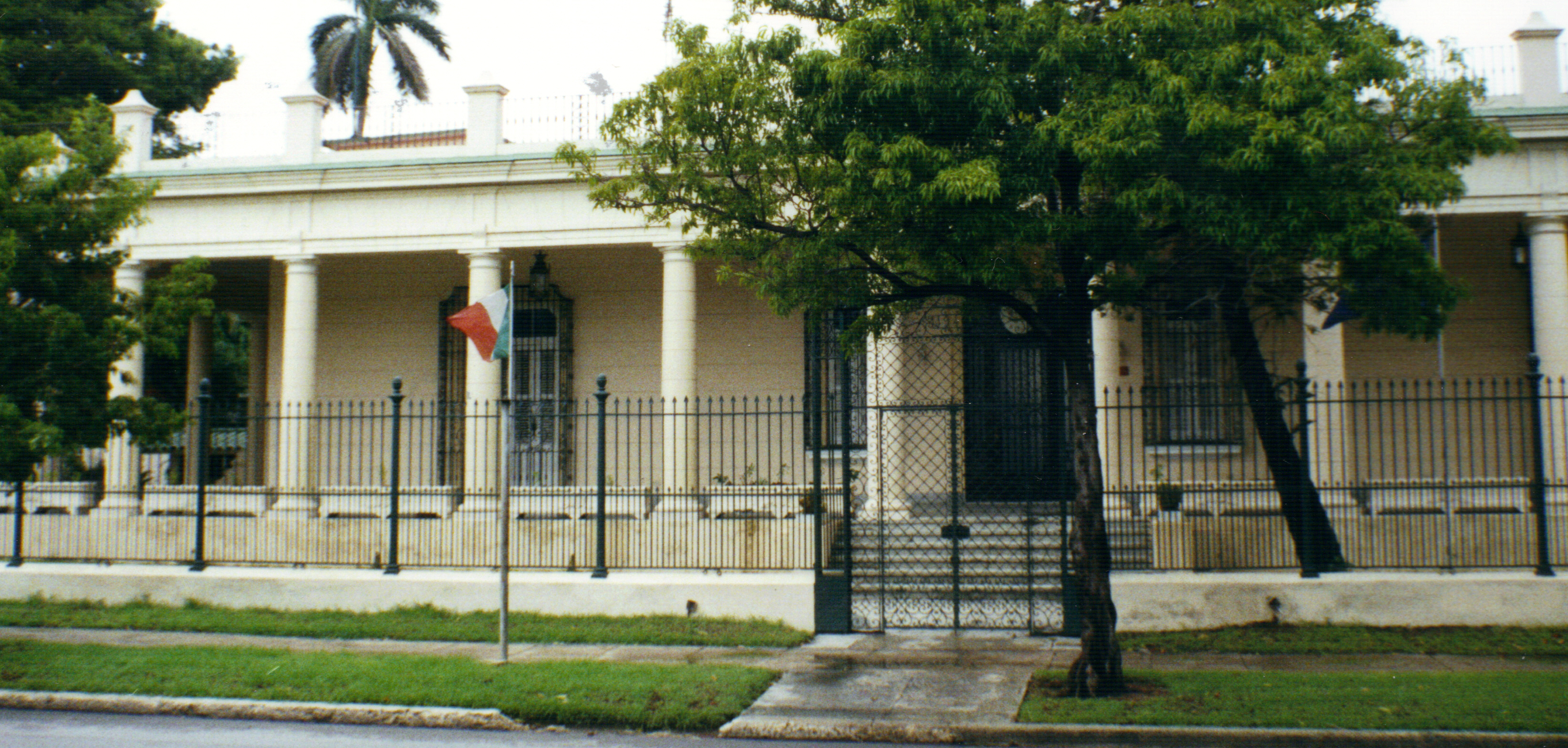
Velvyslanectví v Havaně
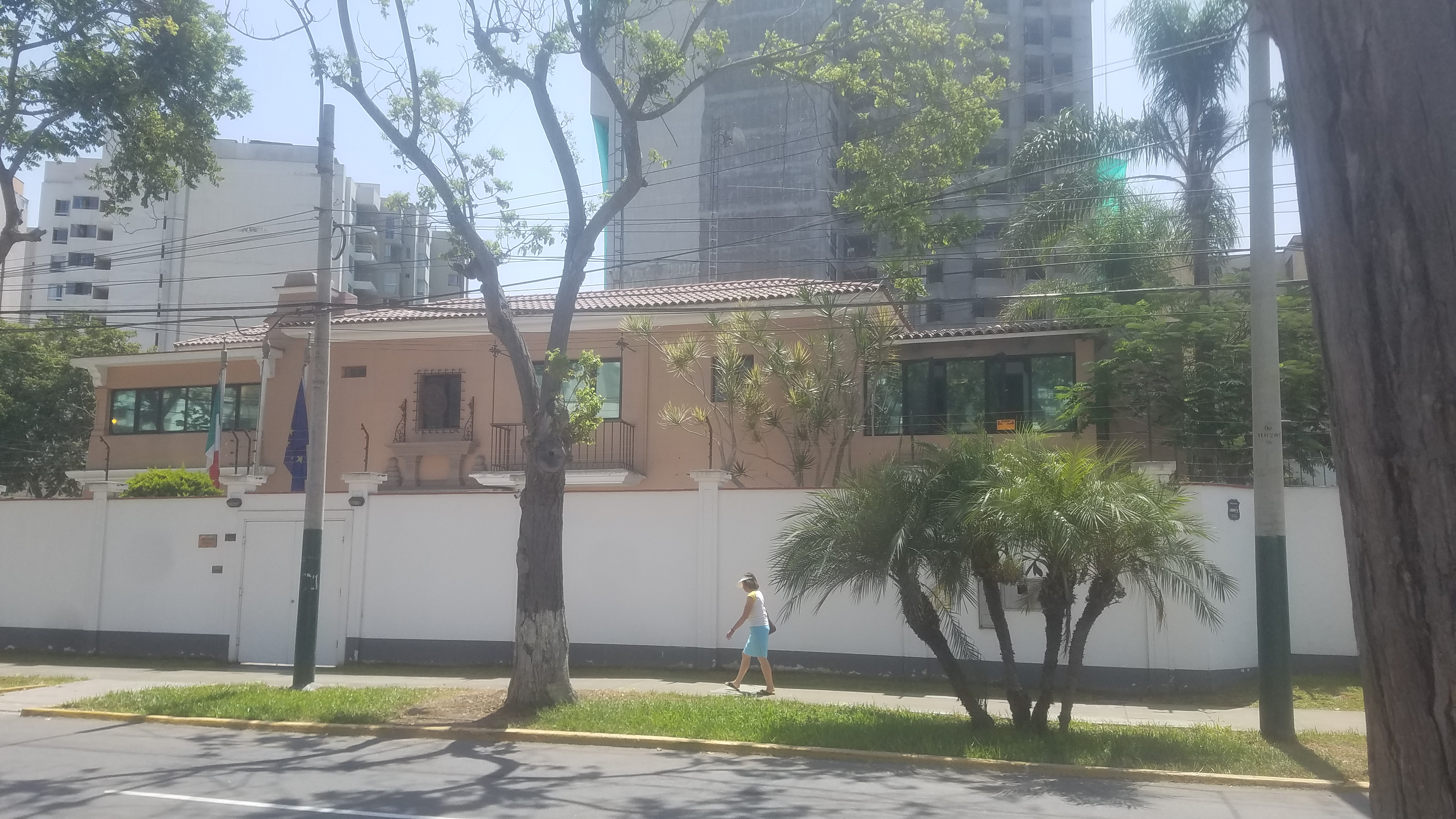
Velvyslanectví v Limě
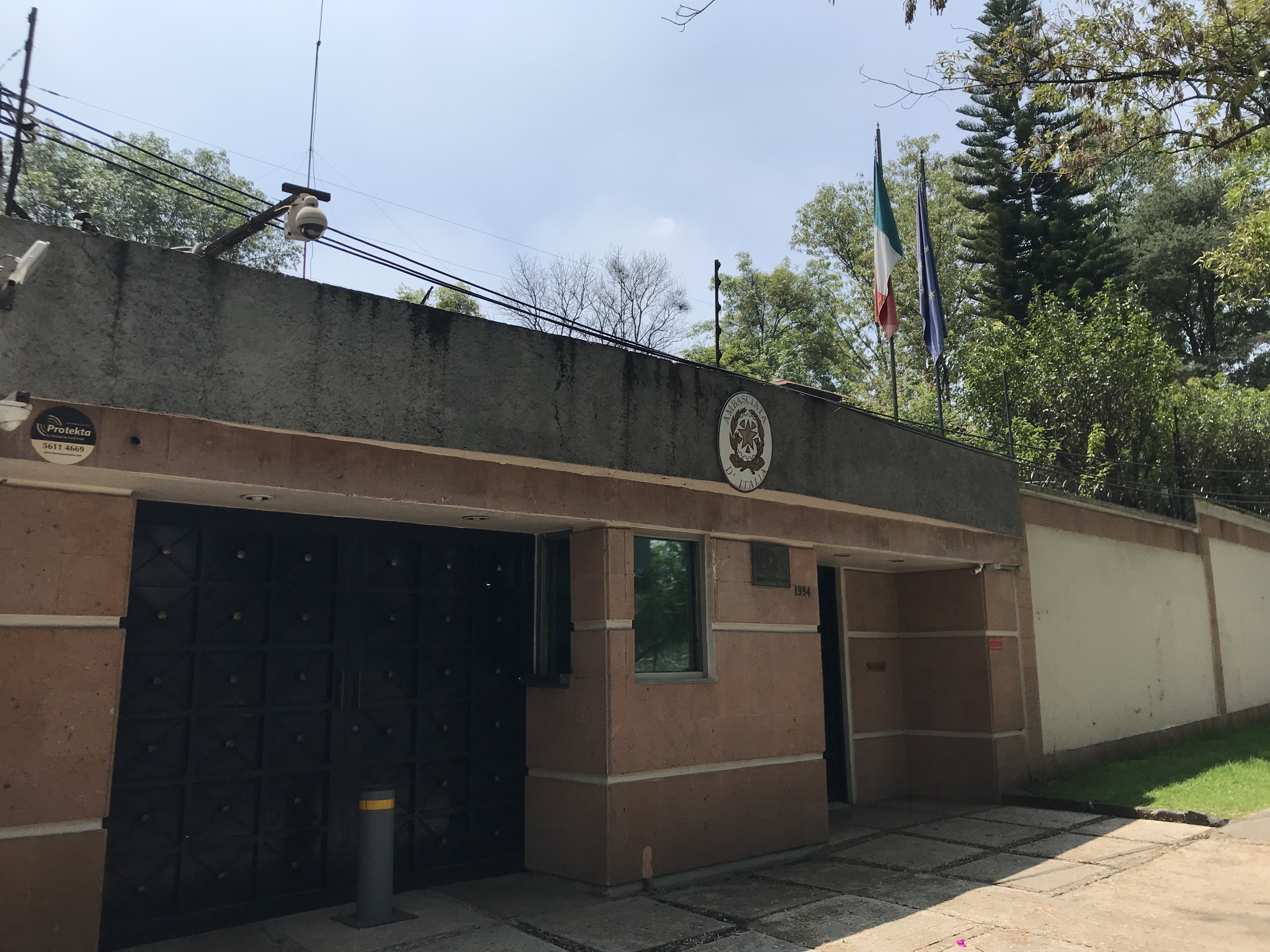
Velvyslanectví v Ciudad de México
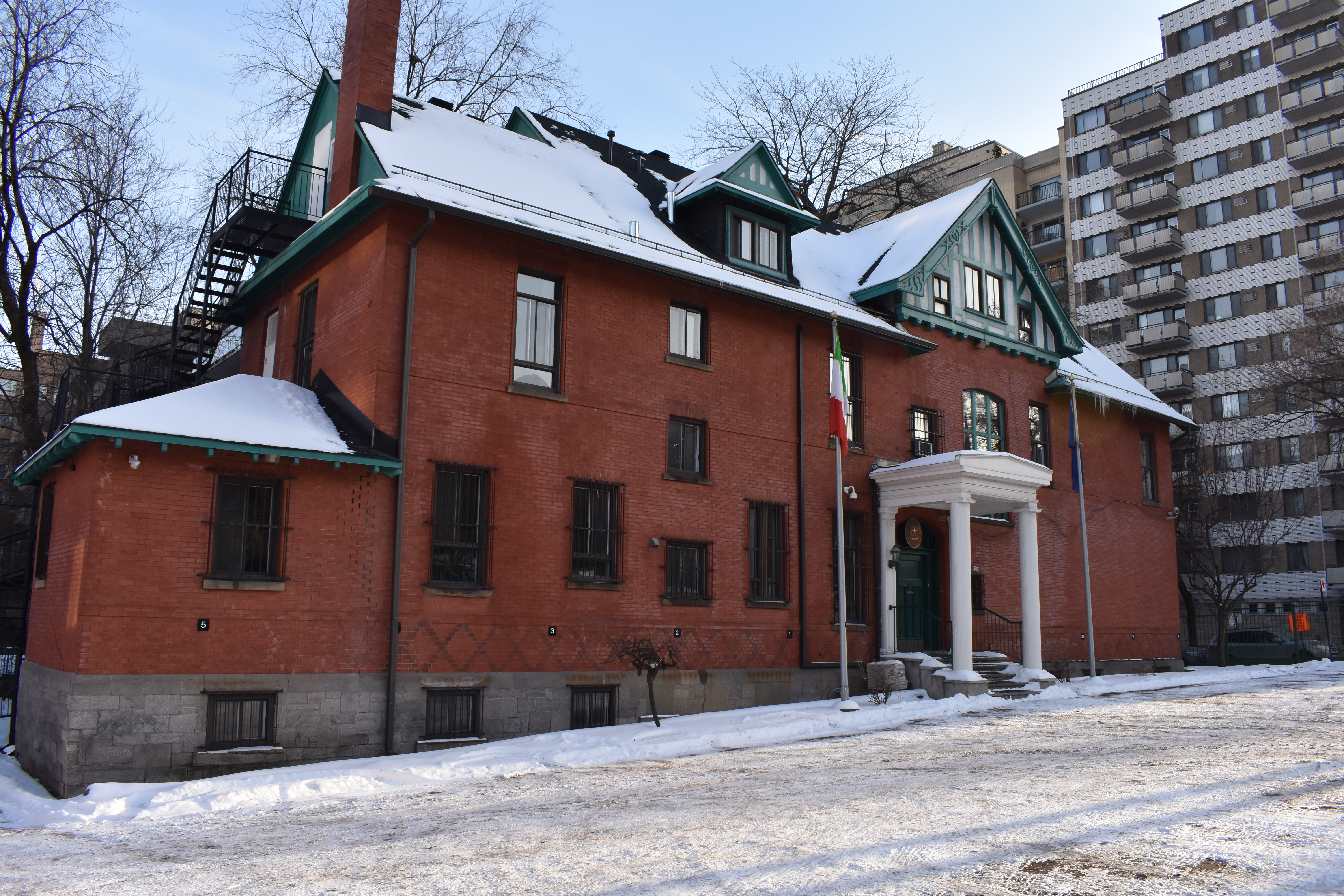
Generální konzulát v Montrealu
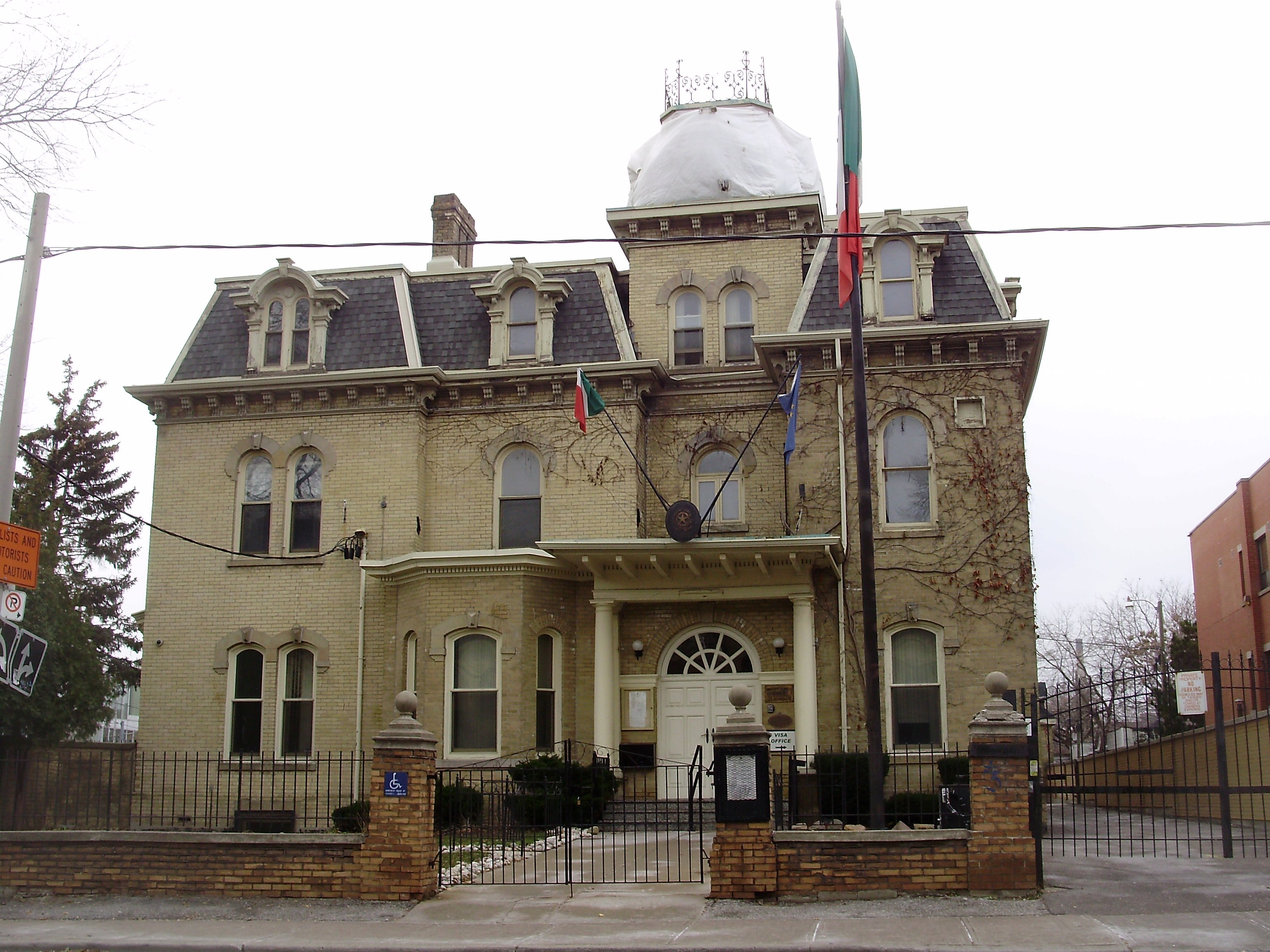
Generální konzulát v Torontu
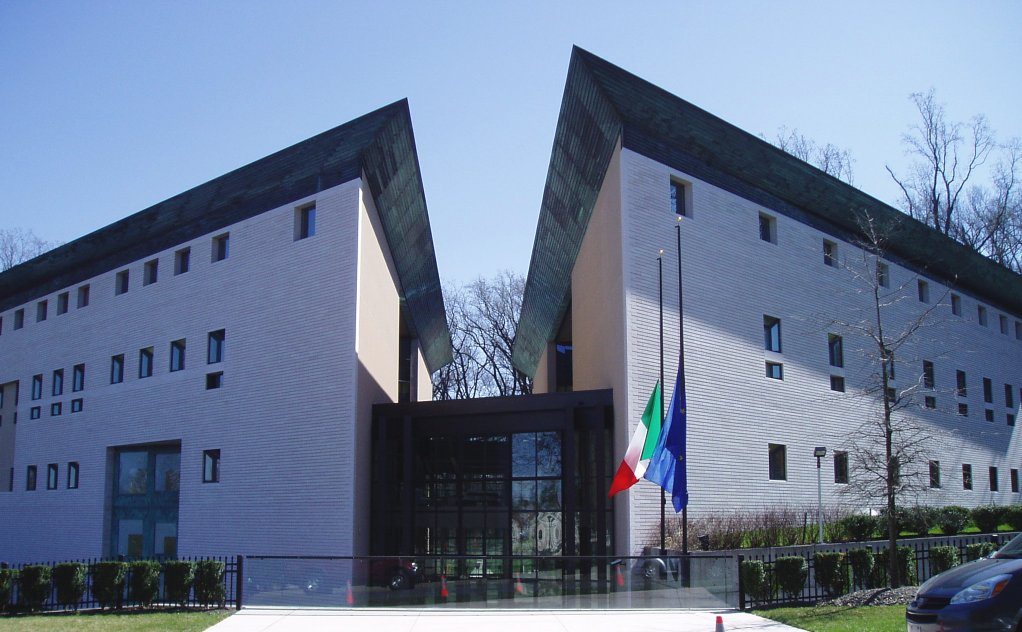
Velvyslanectví ve Washingtonu, D.C.
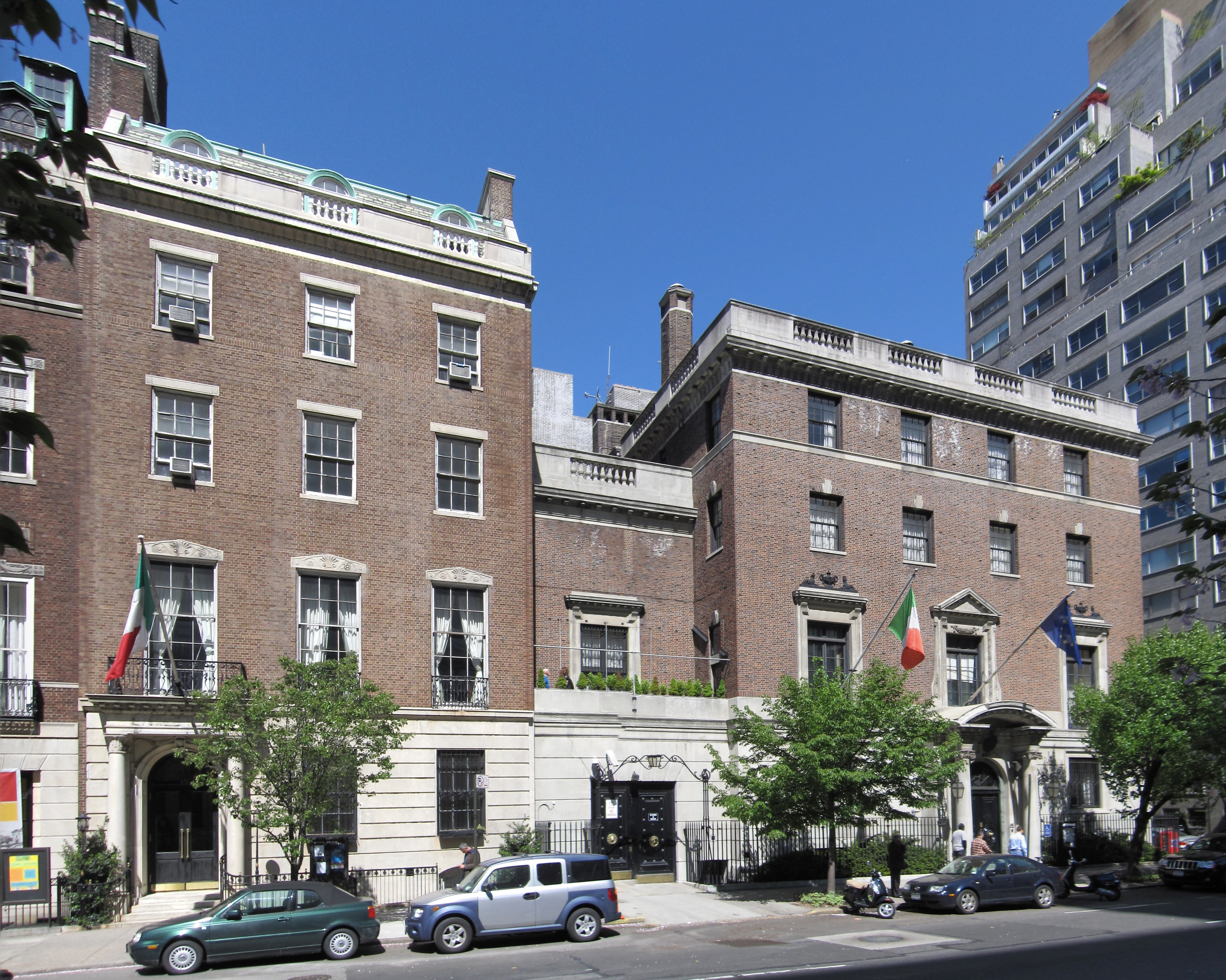
Generální konzulát v New Yorku
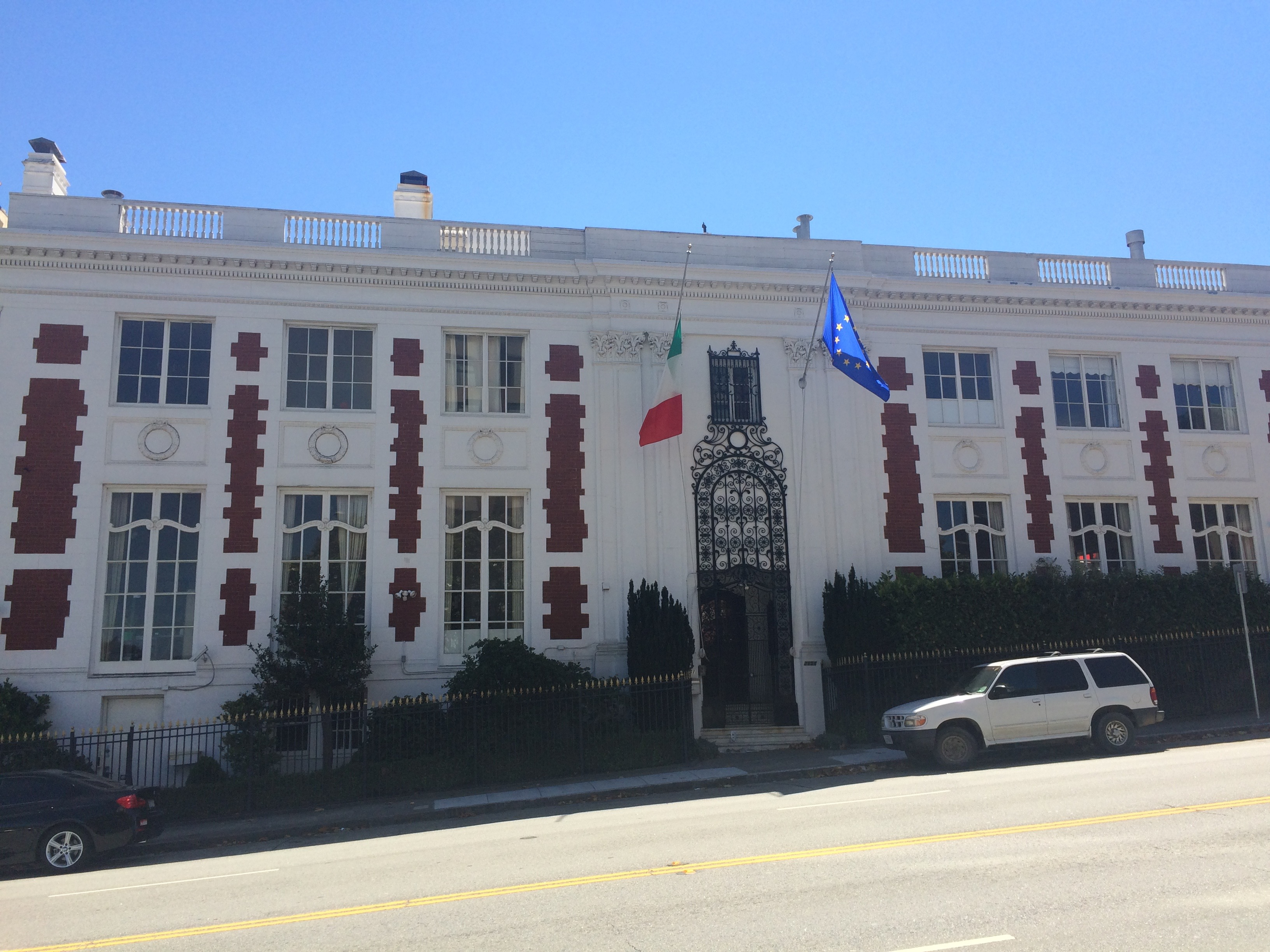
Generální konzulát v San Franciscu

### Asie
| Hostitelská země        | Hostitelské město  | Mise                                              | Souběžná akreditace                                                             | Reference |
| ----------------------- | ------------------ | ------------------------------------------------- | ------------------------------------------------------------------------------- | --------- |
| Arménie                 | Jerevan            | Velvyslanectví                                    |                                                                                 |           |
| Ázerbájdžán             | Baku               | Velvyslanectví                                    |                                                                                 | [ 75 ]    |
| Bahrajn                 | Manáma             | Velvyslanectví                                    |                                                                                 | [ 76 ]    |
| Bangladéš               | Dháka              | Velvyslanectví                                    |                                                                                 |           |
| Čína                    | Peking             | Velvyslanectví                                    |                                                                                 | [ 77 ]    |
| Čína                    | Čchung-čching      | Generální konzulát                                | [ 78 ]                                                                          |           |
| Čína                    | Kanton             | Generální konzulát                                | [ 79 ]                                                                          |           |
| Čína                    | Hongkong           | Generální konzulát                                | [ 80 ]                                                                          |           |
| Čína                    | Šanghaj            | Generální konzulát                                | [ 81 ]                                                                          |           |
| Filipíny                | Manila             | Velvyslanectví                                    | Státy: Marshallovy ostrovy Mikronésie Palau                                     |           |
| Gruzie                  | Tbilisi            | Velvyslanectví                                    |                                                                                 | [ 82 ]    |
| Indie                   | Nové Dillí         | Velvyslanectví                                    | Státy: Nepál                                                                    | [ 83 ]    |
| Indie                   | Bengalúr           | Generální konzulát                                | Státy: Nepál                                                                    | [ 84 ]    |
| Indie                   | Kalkata            | Generální konzulát                                | Státy: Nepál                                                                    | [ 85 ]    |
| Indie                   | Bombaj             | Generální konzulát                                | Státy: Nepál                                                                    | [ 86 ]    |
| Indonésie               | Jakarta            | Velvyslanectví                                    | Státy: Východní Timor Mezinárodní organizace: Sdružení národů jihovýchodní Asie | [ 87 ]    |
| Irák                    | Bagdád             | Velvyslanectví                                    |                                                                                 |           |
| Irák                    | Irbíl              | Konzulát                                          |                                                                                 |           |
| Izrael                  | Tel Aviv           | Velvyslanectví                                    |                                                                                 | [ 88 ]    |
| Izrael                  | Jeruzalém          | Generální konzulát                                |                                                                                 |           |
| Írán                    | Teherán            | Velvyslanectví                                    |                                                                                 | [ 89 ]    |
| Japonsko                | Tokio              | Velvyslanectví                                    |                                                                                 | [ 90 ]    |
| Japonsko                | Ósaka              | Generální konzulát                                |                                                                                 |           |
| Jižní Korea             | Soul               | Velvyslanectví                                    |                                                                                 | [ 91 ]    |
| Jordánsko               | Ammán              | Velvyslanectví                                    |                                                                                 |           |
| Katar                   | Dauhá              | Velvyslanectví                                    |                                                                                 | [ 92 ]    |
| Kazachstán              | Astana             | Velvyslanectví                                    | Státy: Kyrgyzstán                                                               | [ 93 ]    |
| Kuvajt                  | Kuvajt             | Velvyslanectví                                    |                                                                                 | [ 94 ]    |
| Libanon                 | Bejrút             | Velvyslanectví                                    |                                                                                 |           |
| Malajsie                | Kuala Lumpur       | Velvyslanectví                                    |                                                                                 | [ 95 ]    |
| Mongolsko               | Ulánbátar          | Velvyslanectví                                    |                                                                                 | [ 96 ]    |
| Myanmar (Barma)         | Rangún             | Velvyslanectví                                    |                                                                                 | [ 97 ]    |
| Omán                    | Maskat             | Velvyslanectví                                    |                                                                                 |           |
| Palestina               | Východní Jeruzalém | Generální konzulát                                |                                                                                 |           |
| Pákistán                | Islámábád          | Velvyslanectví                                    |                                                                                 |           |
| Pákistán                | Karáčí             | Konzulát                                          |                                                                                 |           |
| Saúdská Arábie          | Rijád              | Velvyslanectví                                    |                                                                                 | [ 98 ]    |
| Saúdská Arábie          | Džidda             | Generální konzulát                                | [ 99 ]                                                                          |           |
| Singapur                | Singapur           | Velvyslanectví                                    | Státy Brunej                                                                    |           |
| Spojené arabské emiráty | Abú Zabí           | Velvyslanectví                                    |                                                                                 | [ 100 ]   |
| Spojené arabské emiráty | Dubaj              | Generální konzulát                                |                                                                                 |           |
| Srí Lanka               | Kolombo            | Velvyslanectví                                    | Státy: Maledivy                                                                 | [ 101 ]   |
| Thajsko                 | Bangkok            | Velvyslanectví                                    | Státy: Kambodža Laos                                                            |           |
| Tchaj-wan               | Tchaj-pej          | Kancelář pro podporu ekonomiky, obchodu a kultury |                                                                                 |           |
| Turecko                 | Ankara             | Velvyslanectví                                    |                                                                                 | [ 102 ]   |
| Turecko                 | Istanbul           | Generální konzulát                                |                                                                                 |           |
| Turecko                 | Smyrna             | Konzulát                                          |                                                                                 |           |
| Turkmenistán            | Ašchabad           | Velvyslanectví                                    |                                                                                 |           |
| Uzbekistán              | Taškent            | Velvyslanectví                                    | Státy: Tádžikistán                                                              | [ 103 ]   |
| Vietnam                 | Hanoj              | Velvyslanectví                                    |                                                                                 | [ 104 ]   |
| Vietnam                 | Ho Či Minovo Město | Generální konzulát                                |                                                                                 |           |

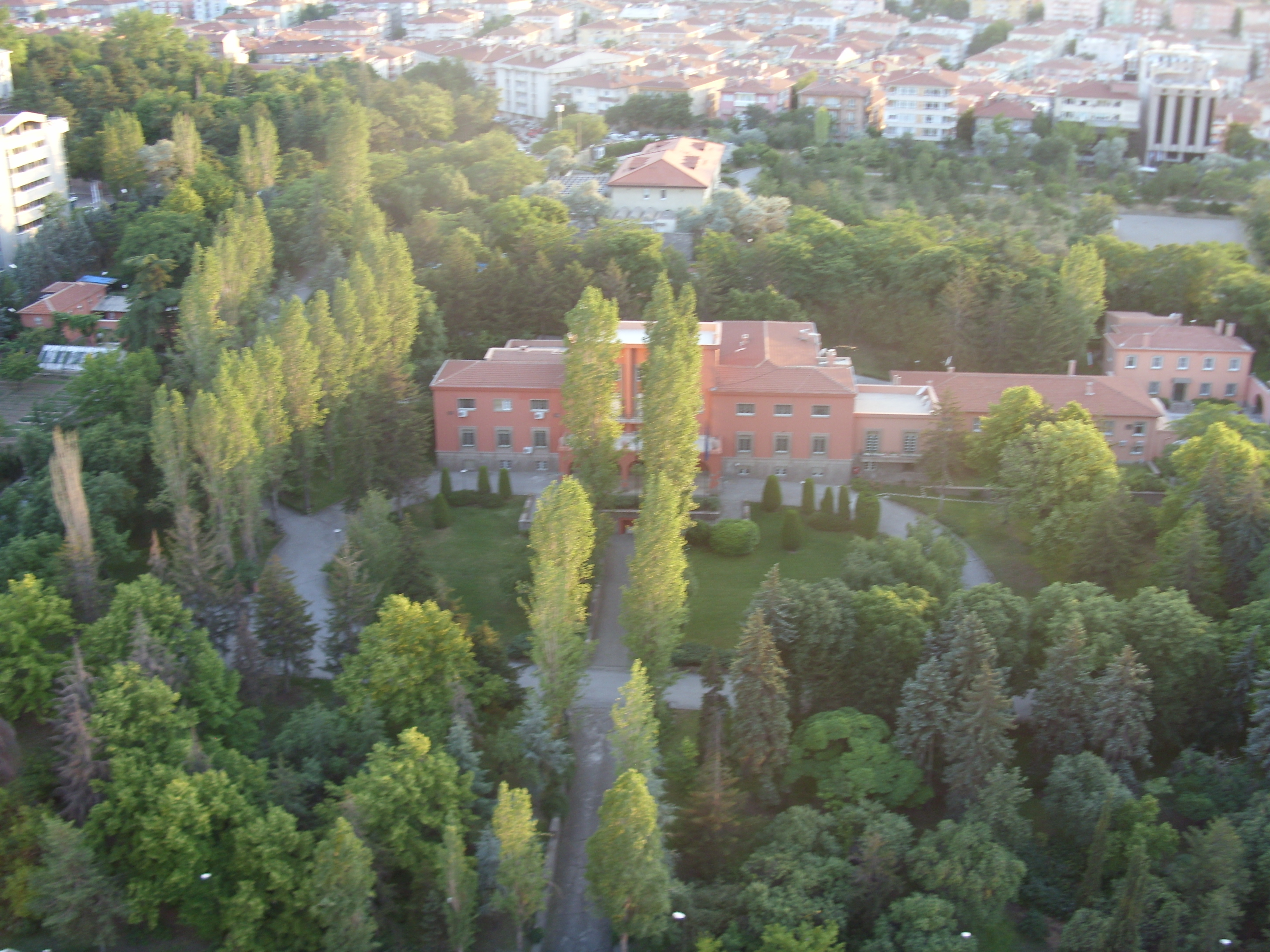
Velvyslanectví v Ankaře
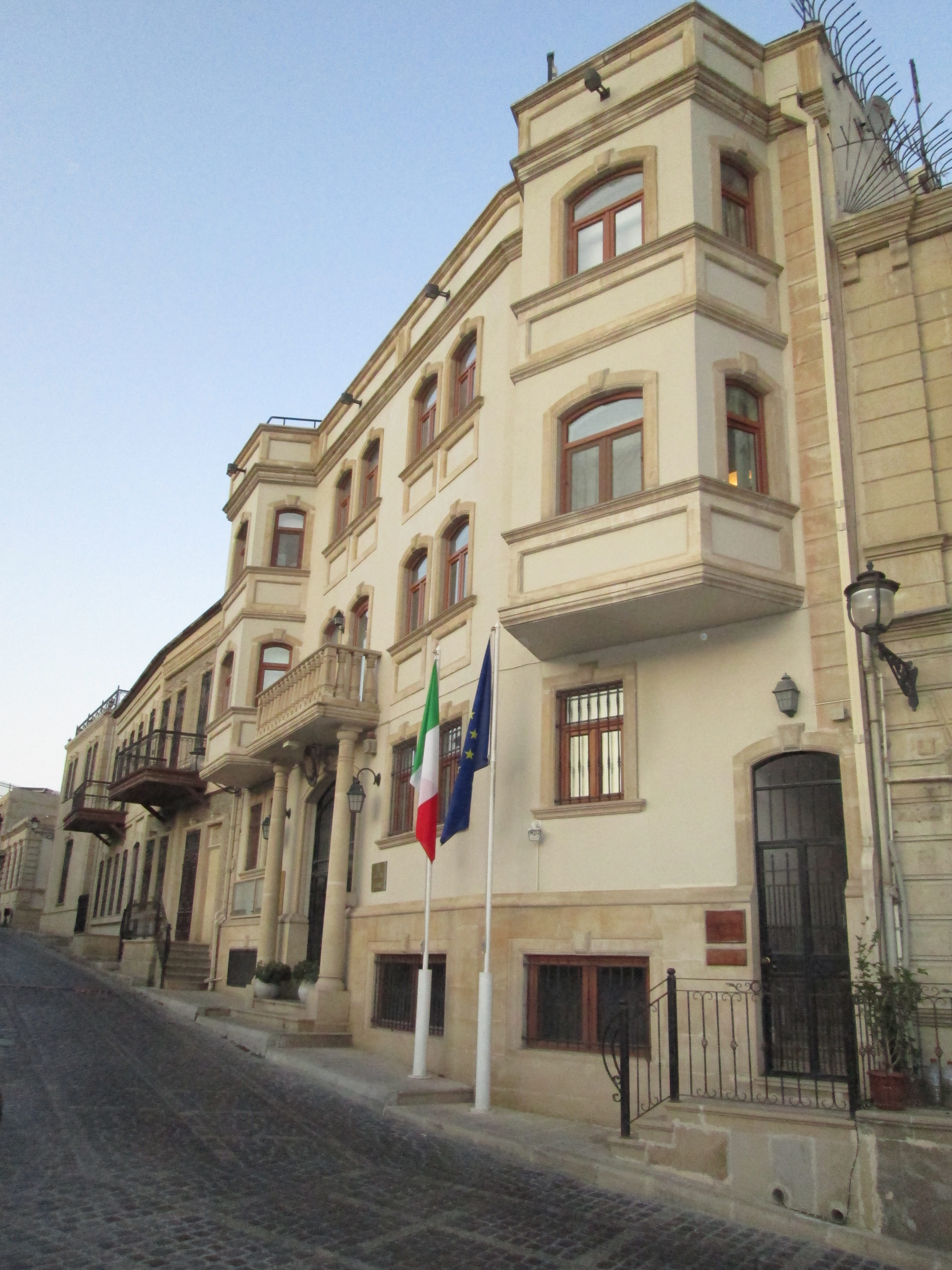
Velvyslanectví v Baku
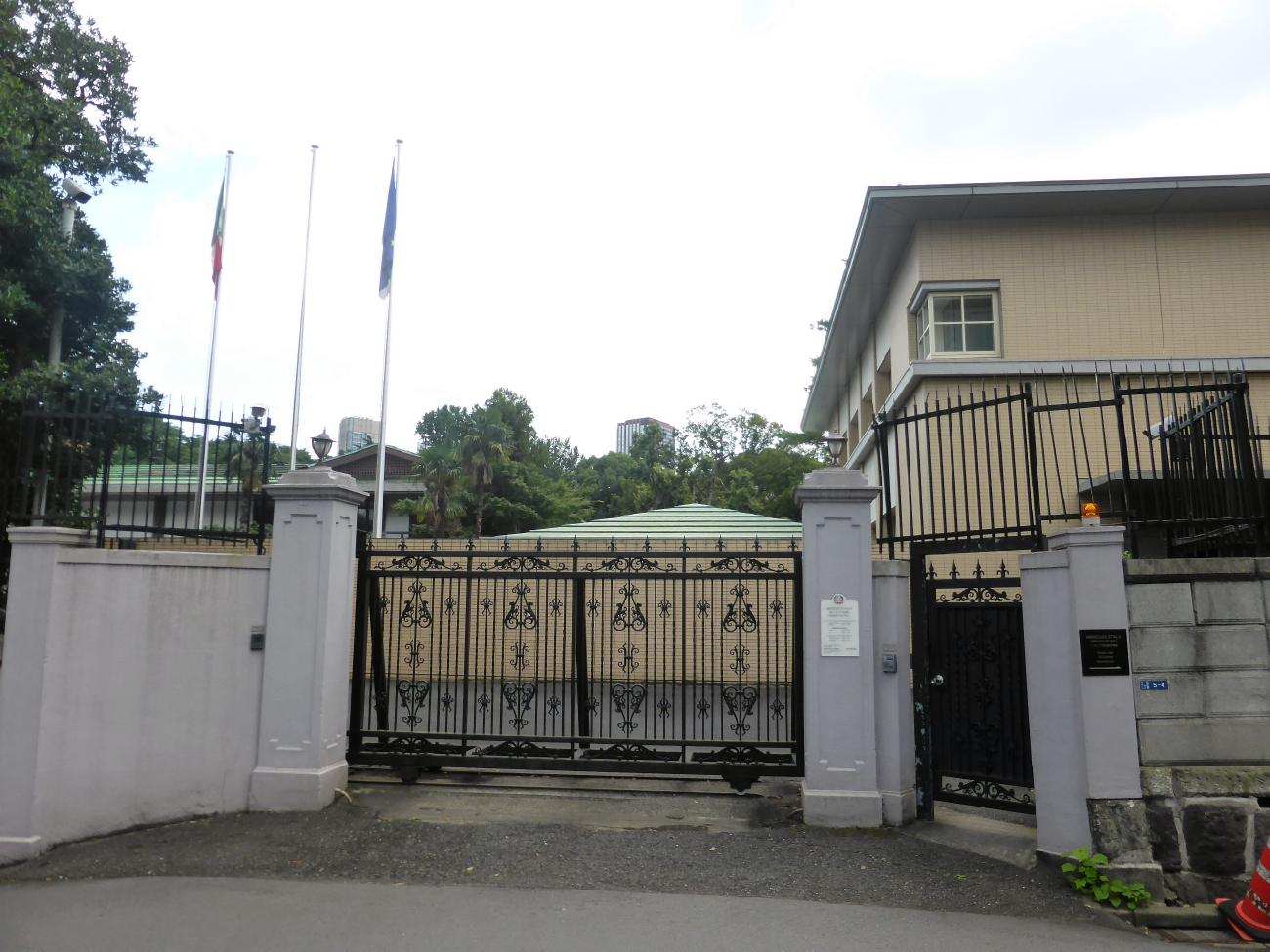
Velvyslanectví v Tokiu
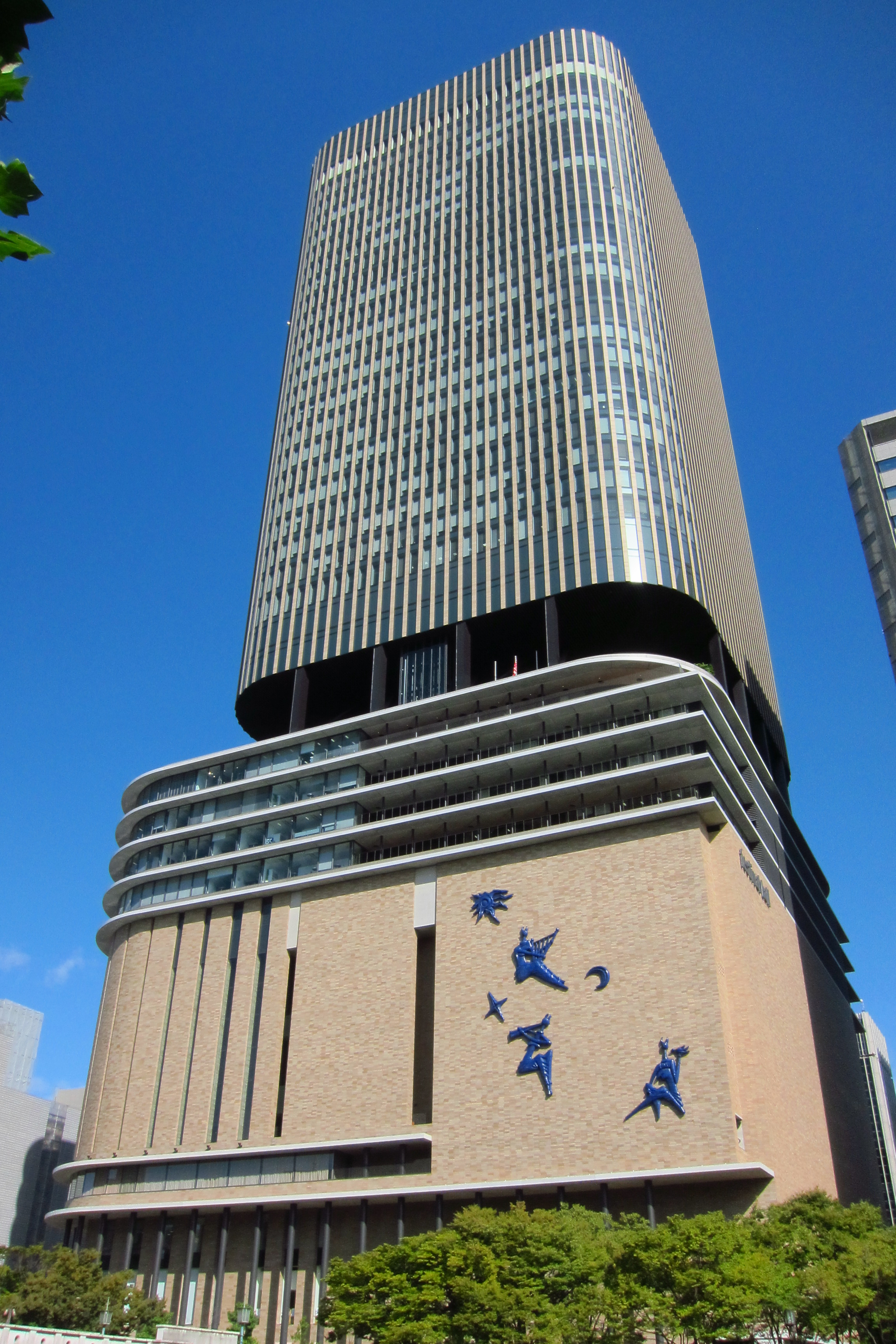
Budova, ve které sídlí generální konzulát v Ósace
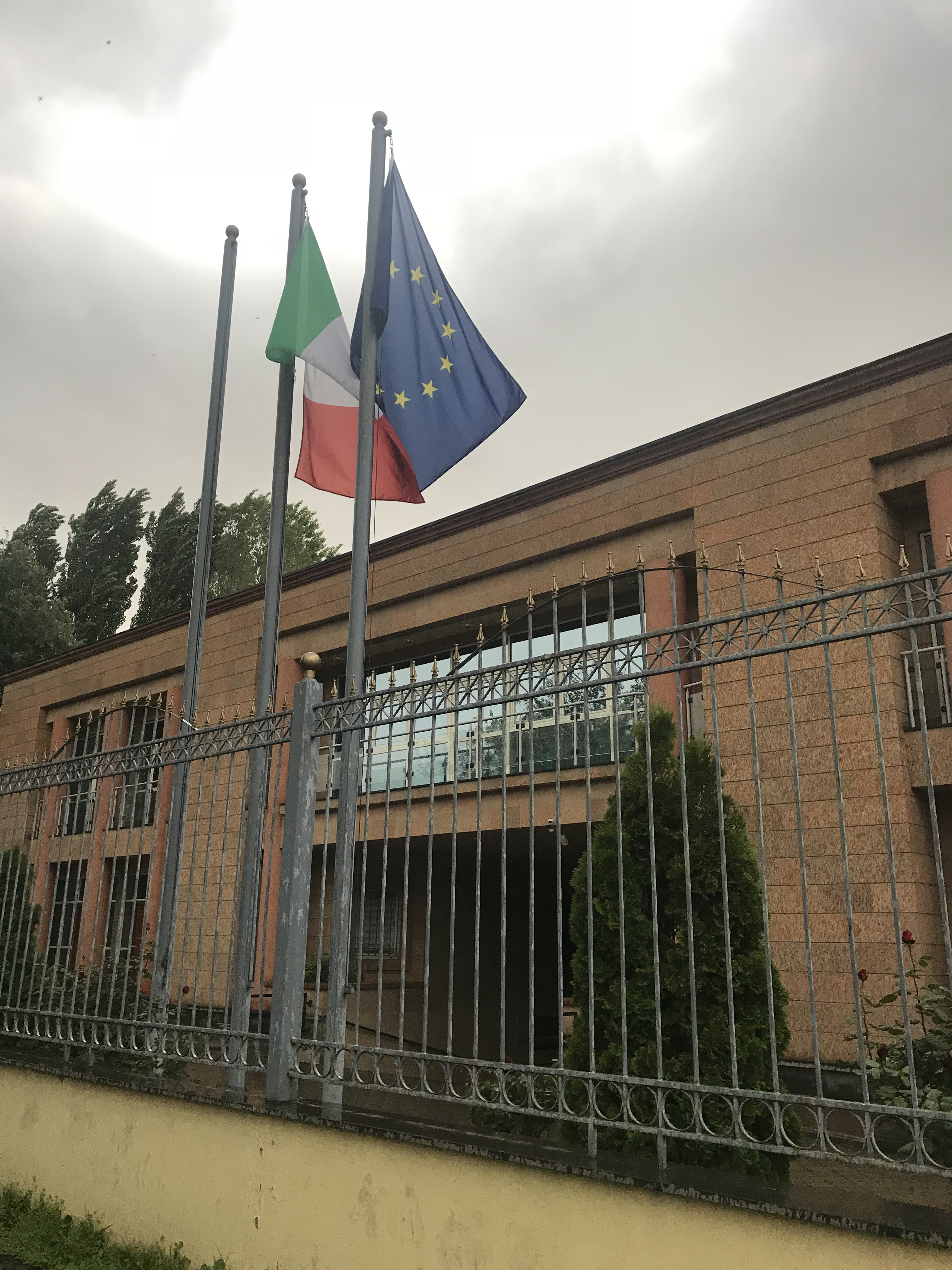
Velvyslanectví v Jerevanu

### Evropa
| Hostitelská země    | Hostitelské město     | Mise               | Souběžná akreditace                                    | Reference |
| ------------------- | --------------------- | ------------------ | ------------------------------------------------------ | --------- |
| Albánie             | Tirana                | Velvyslanectví     |                                                        | [ 105 ]   |
| Albánie             | Vlora                 | Generální konzulát |                                                        |           |
| Belgie              | Brusel                | Velvyslanectví     |                                                        |           |
| Belgie              | Charleroi             | Generální konzulát |                                                        |           |
| Bělorusko           | Minsk                 | Velvyslanectví     |                                                        | [ 106 ]   |
| Bosna a Hercegovina | Sarajevo              | Velvyslanectví     |                                                        |           |
| Bulharsko           | Sofie                 | Velvyslanectví     |                                                        |           |
| Černá Hora          | Podgorica             | Velvyslanectví     |                                                        | [ 107 ]   |
| Česko               | Praha                 | Velvyslanectví     |                                                        | [ 108 ]   |
| Dánsko              | Kodaň                 | Velvyslanectví     |                                                        |           |
| Estonsko            | Tallinn               | Velvyslanectví     |                                                        |           |
| Finsko              | Helsinky              | Velvyslanectví     |                                                        | [ 109 ]   |
| Francie             | Paříž                 | Velvyslanectví     |                                                        | [ 110 ]   |
| Francie             | Lyon                  | Generální konzulát | [ 111 ]                                                |           |
| Francie             | Marseille             | Generální konzulát | [ 112 ]                                                |           |
| Francie             | Mety                  | Generální konzulát | [ 113 ]                                                |           |
| Francie             | Nice                  | Generální konzulát | [ 114 ]                                                |           |
| Chorvatsko          | Záhřeb                | Velvyslanectví     |                                                        |           |
| Chorvatsko          | Rijeka                | Generální konzulát | [ 115 ]                                                |           |
| Irsko               | Dublin                | Velvyslanectví     |                                                        | [ 116 ]   |
| Kosovo              | Priština              | Velvyslanectví     |                                                        | [ 117 ]   |
| Kypr                | Nikósie               | Velvyslanectví     |                                                        | [ 118 ]   |
| Litva               | Vilnius               | Velvyslanectví     |                                                        | [ 119 ]   |
| Lotyšsko            | Riga                  | Velvyslanectví     |                                                        | [ 120 ]   |
| Lucembursko         | Lucemburk             | Velvyslanectví     |                                                        | [ 121 ]   |
| Maďarsko            | Budapešť              | Velvyslanectví     |                                                        |           |
| Malta               | Valletta              | Velvyslanectví     |                                                        |           |
| Moldavsko           | Kišiněv               | Velvyslanectví     |                                                        | [ 122 ]   |
| Monako              | Monako                | Velvyslanectví     |                                                        |           |
| Německo             | Berlín                | Velvyslanectví     |                                                        | [ 123 ]   |
| Německo             | Kolín nad Rýnem       | Generální konzulát | [ 123 ]                                                |           |
| Německo             | Frankfurt nad Mohanem | Generální konzulát | [ 123 ]                                                |           |
| Německo             | Hannover              | Generální konzulát | [ 123 ]                                                |           |
| Německo             | Mnichov               | Generální konzulát | [ 123 ]                                                |           |
| Německo             | Stuttgart             | Generální konzulát | [ 123 ]                                                |           |
| Německo             | Dortmund              | Konzulát           | [ 123 ]                                                |           |
| Německo             | Freiburg im Breisgau  | Konzulát           | [ 123 ]                                                |           |
| Německo             | Wolfsburg             | Consular agency    | [ 123 ]                                                |           |
| Nizozemsko          | Haag                  | Velvyslanectví     | Mezinárodní organizace: OPCW                           |           |
| Norsko              | Oslo                  | Velvyslanectví     | Státy: Island                                          | [ 124 ]   |
| Polsko              | Varšava               | Velvyslanectví     |                                                        | [ 125 ]   |
| Portugalsko         | Lisabon               | Velvyslanectví     |                                                        | [ 126 ]   |
| Rakousko            | Vídeň                 | Velvyslanectví     |                                                        | [ 127 ]   |
| Rumunsko            | Bukurešť              | Velvyslanectví     |                                                        |           |
| Rusko               | Moskva                | Velvyslanectví     |                                                        | [ 128 ]   |
| Rusko               | Petrohrad             | Generální konzulát |                                                        |           |
| Řecko               | Athény                | Velvyslanectví     |                                                        |           |
| San Marino          | San Marino            | Velvyslanectví     |                                                        | [ 129 ]   |
| Severní Kypr        | Severní Nikósie       | Vízová kancelář    |                                                        | [ 130 ]   |
| Severní Makedonie   | Skopje                | Velvyslanectví     |                                                        |           |
| Slovensko           | Bratislava            | Velvyslanectví     |                                                        |           |
| Slovinsko           | Lublaň                | Velvyslanectví     |                                                        |           |
| Slovinsko           | Koper                 | Generální konzulát |                                                        |           |
| Spojené království  | Londýn                | Velvyslanectví     | Mezinárodní organizace: Mezinárodní námořní organizace | [ 131 ]   |
| Spojené království  | Edinburgh             | Generální konzulát | Mezinárodní organizace: Mezinárodní námořní organizace |           |
| Spojené království  | Manchester            | Konzulát           | Mezinárodní organizace: Mezinárodní námořní organizace |           |
| Srbsko              | Bělehrad              | Velvyslanectví     |                                                        |           |
| Španělsko           | Madrid                | Velvyslanectví     | Státy: Andorra                                         | [ 132 ]   |
| Španělsko           | Barcelona             | Generální konzulát | Státy: Andorra                                         | [ 133 ]   |
| Španělsko           | Arona                 | Vicekonzulát       | Státy: Andorra                                         | [ 134 ]   |
| Švédsko             | Stockholm             | Velvyslanectví     |                                                        | [ 135 ]   |
| Švýcarsko           | Bern                  | Velvyslanectví     | Státy: Lichtenštejnsko                                 |           |
| Švýcarsko           | Ženeva                | Generální konzulát | Státy: Lichtenštejnsko                                 |           |
| Švýcarsko           | Lugano                | Generální konzulát | Státy: Lichtenštejnsko                                 | [ 136 ]   |
| Švýcarsko           | Curych                | Generální konzulát | Státy: Lichtenštejnsko                                 |           |
| Švýcarsko           | Basilej               | Konzulát           | Státy: Lichtenštejnsko                                 |           |
| Ukrajina            | Kyjev                 | Velvyslanectví     |                                                        |           |
| Vatikán             | Řím                   | Velvyslanectví     | Suverénní entita: SMOM                                 |           |

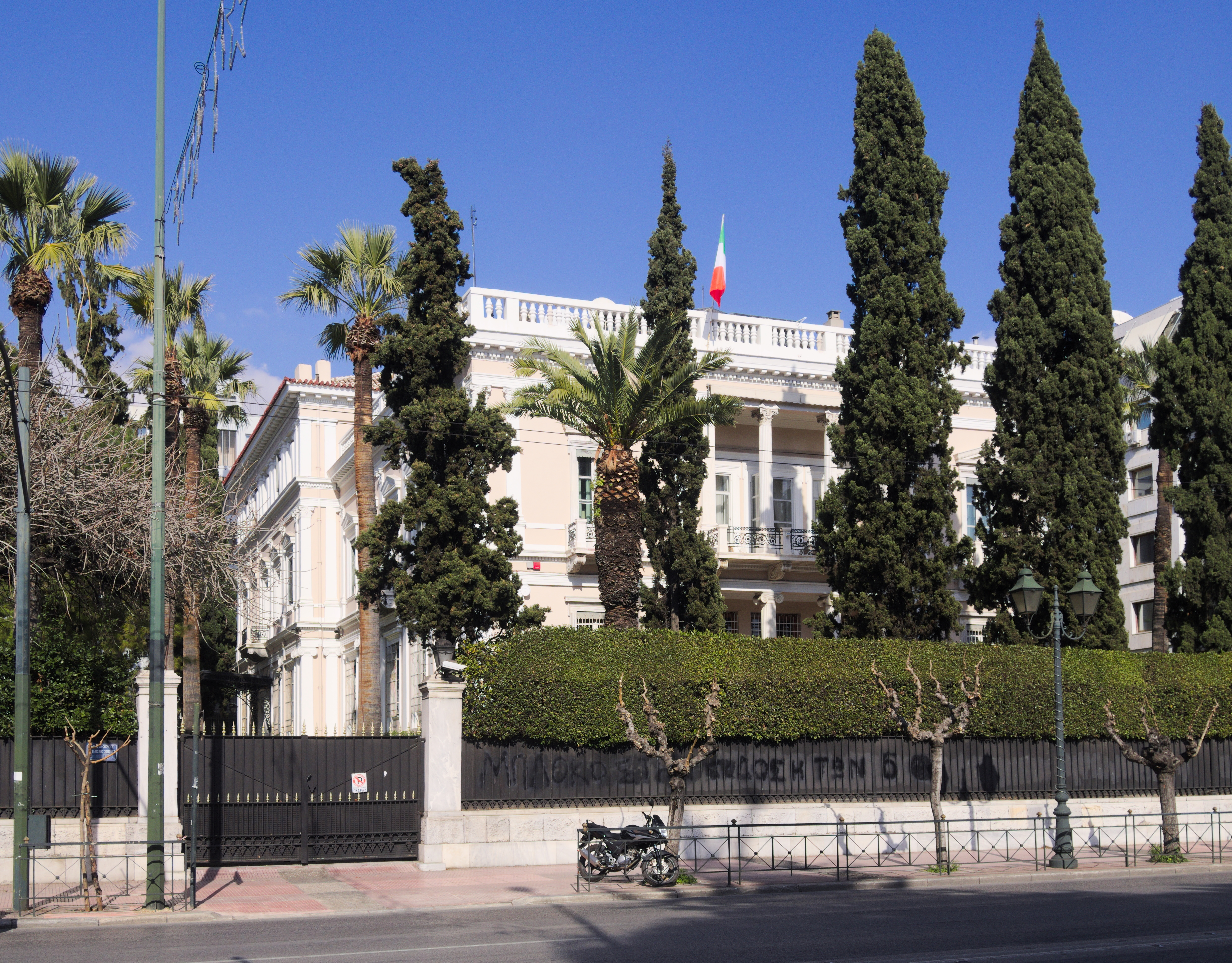
Velvyslanectví v Athénách
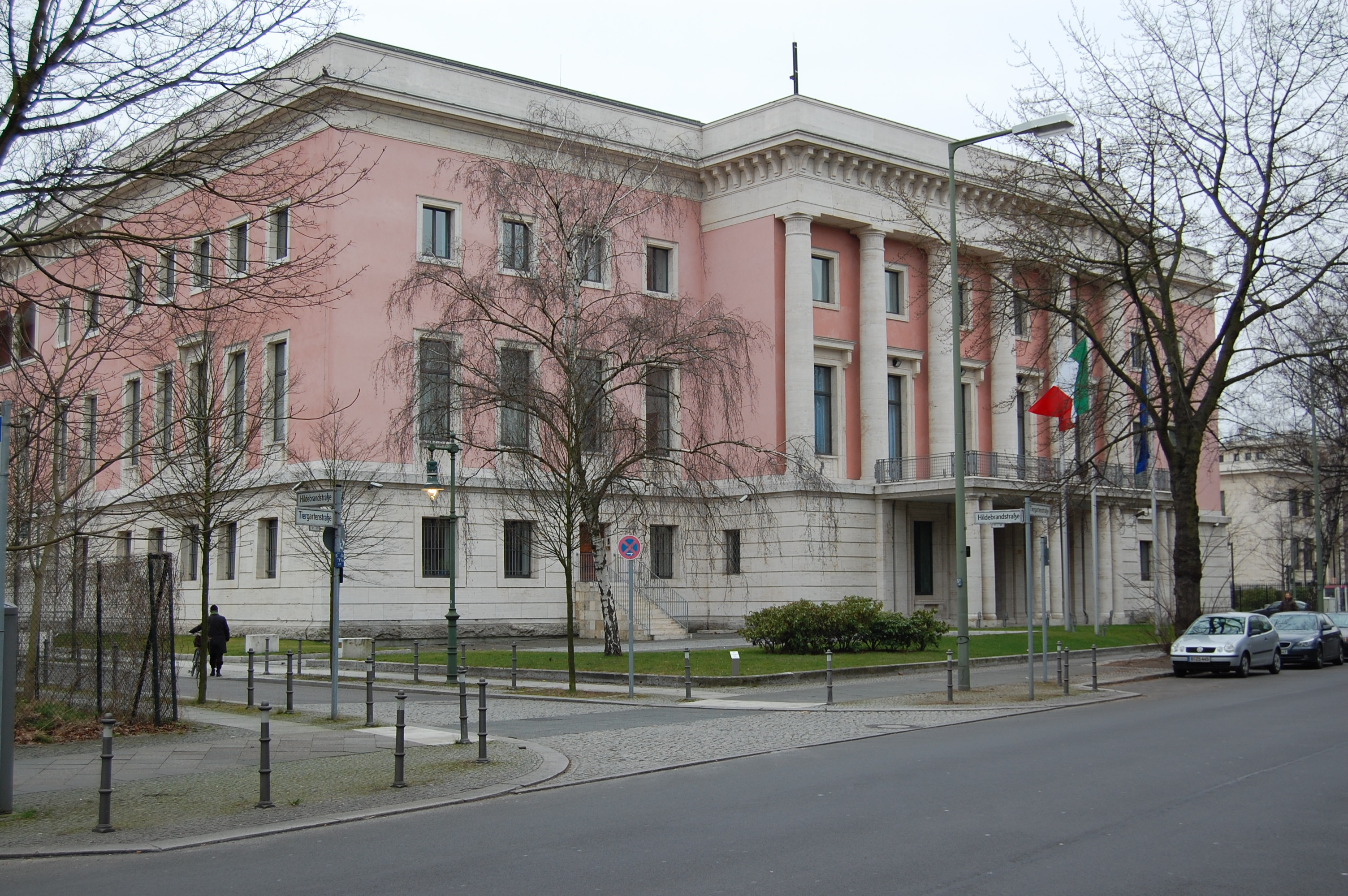
Velvyslanectví v Berlíně
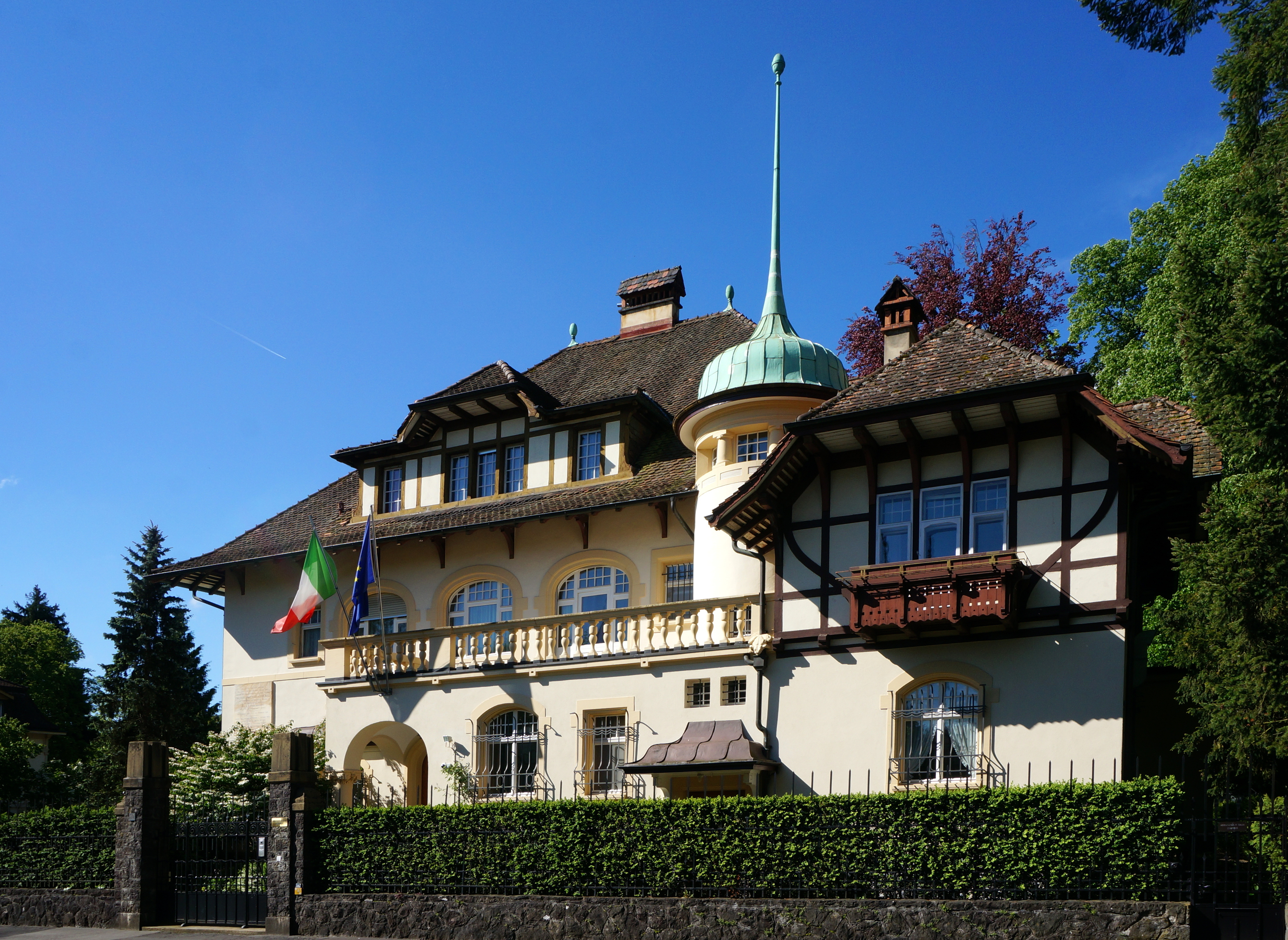
Velvyslanectví v Bernu
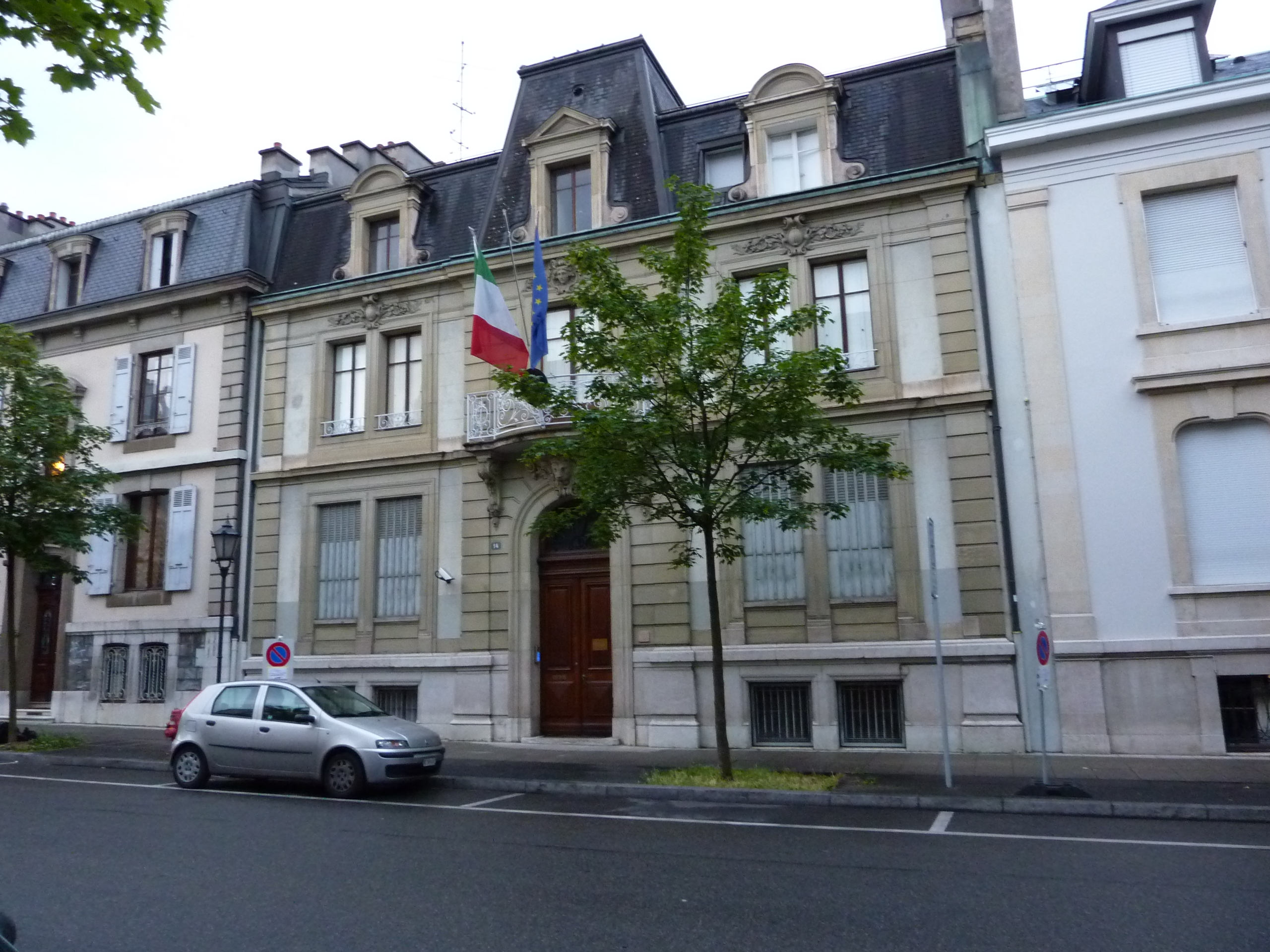
Generální konzulát v Ženevě
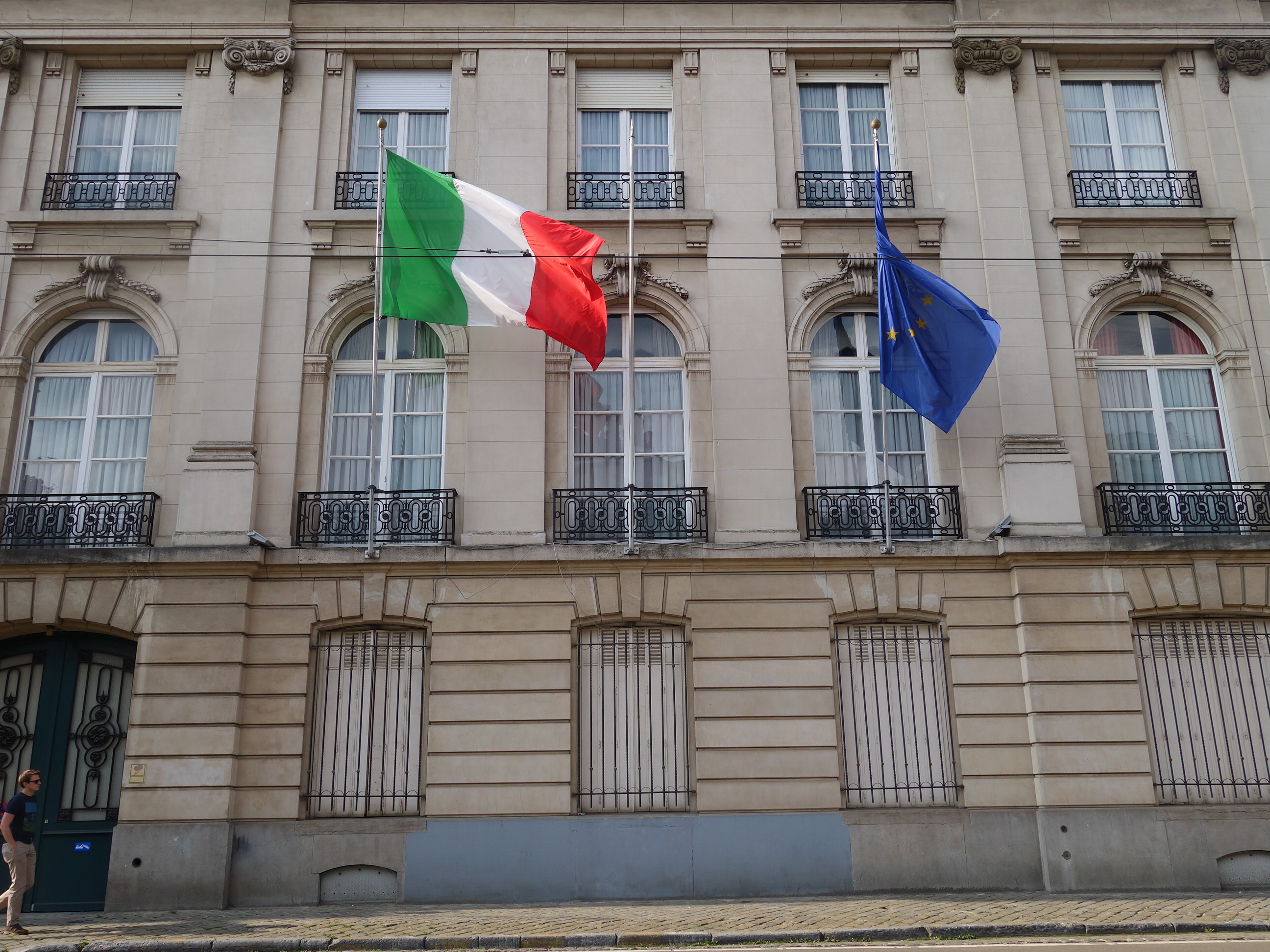
Velvyslanectví v Bruselu
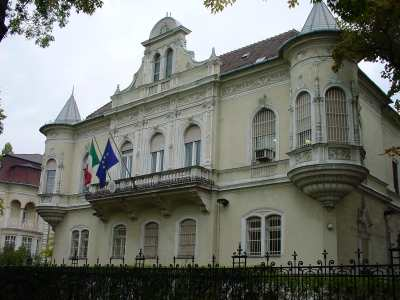
Velvyslanectví v Budapešti
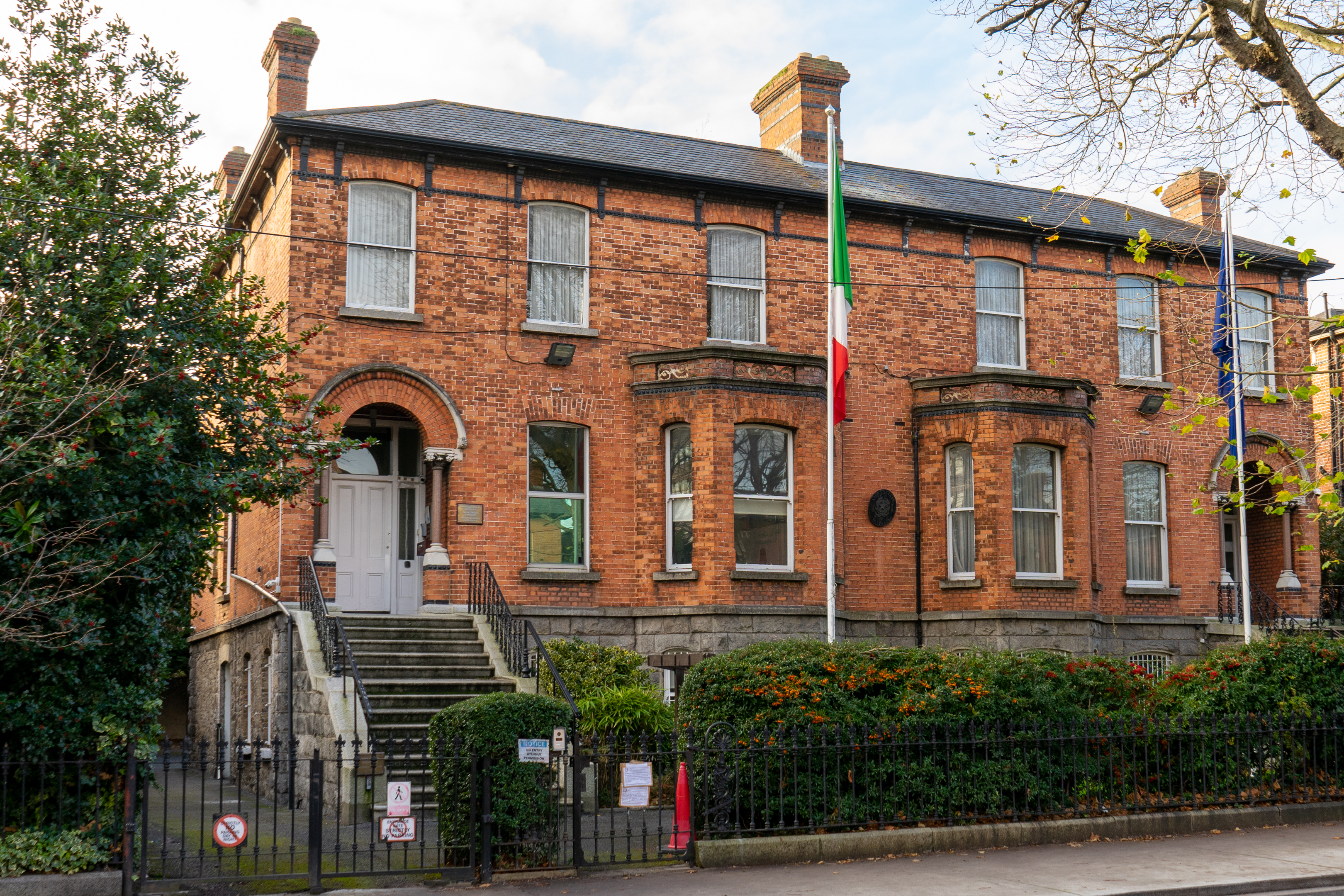
Velvyslanectví v Dublinu
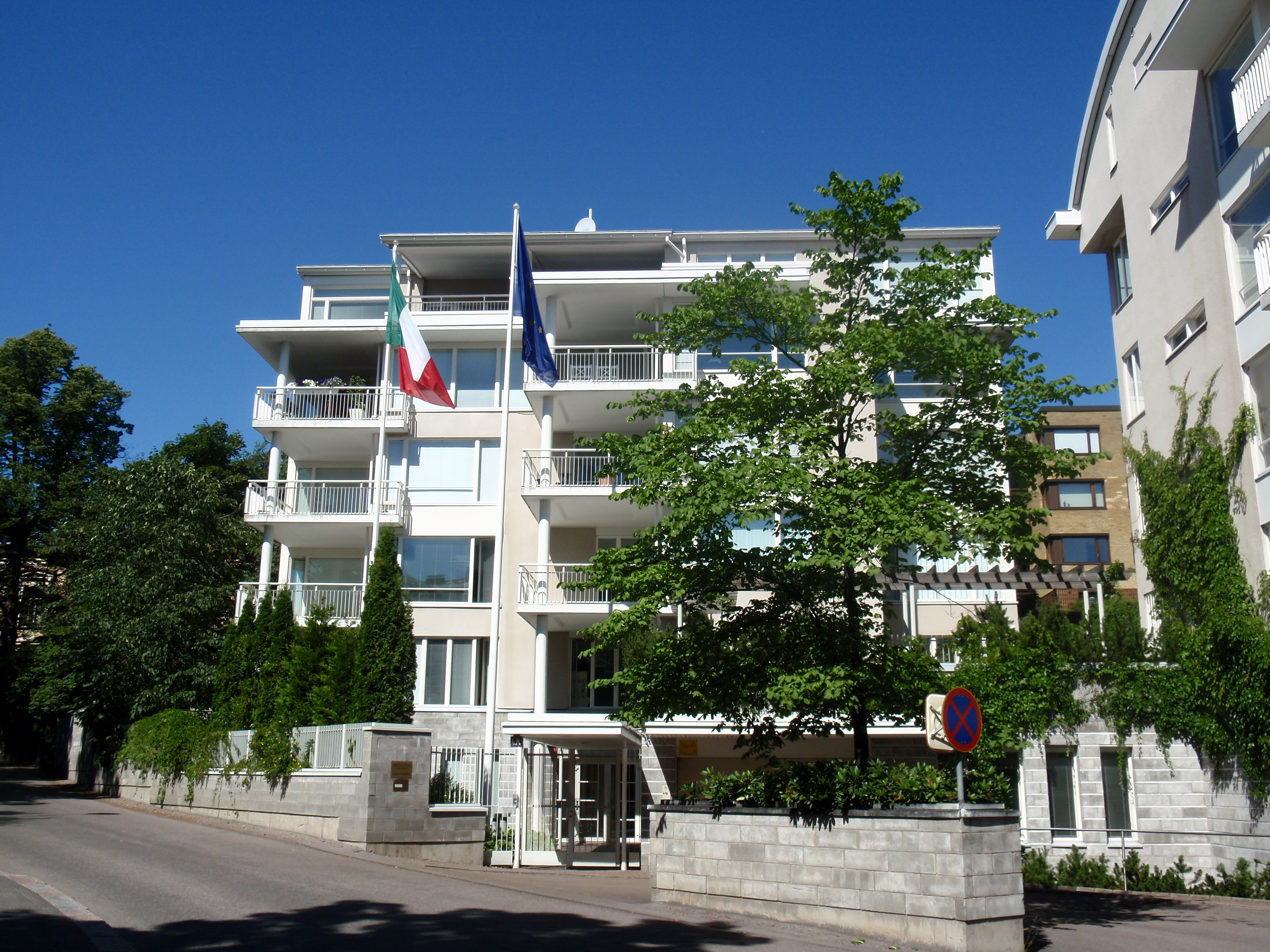
Velvyslanectví v Helsinkách
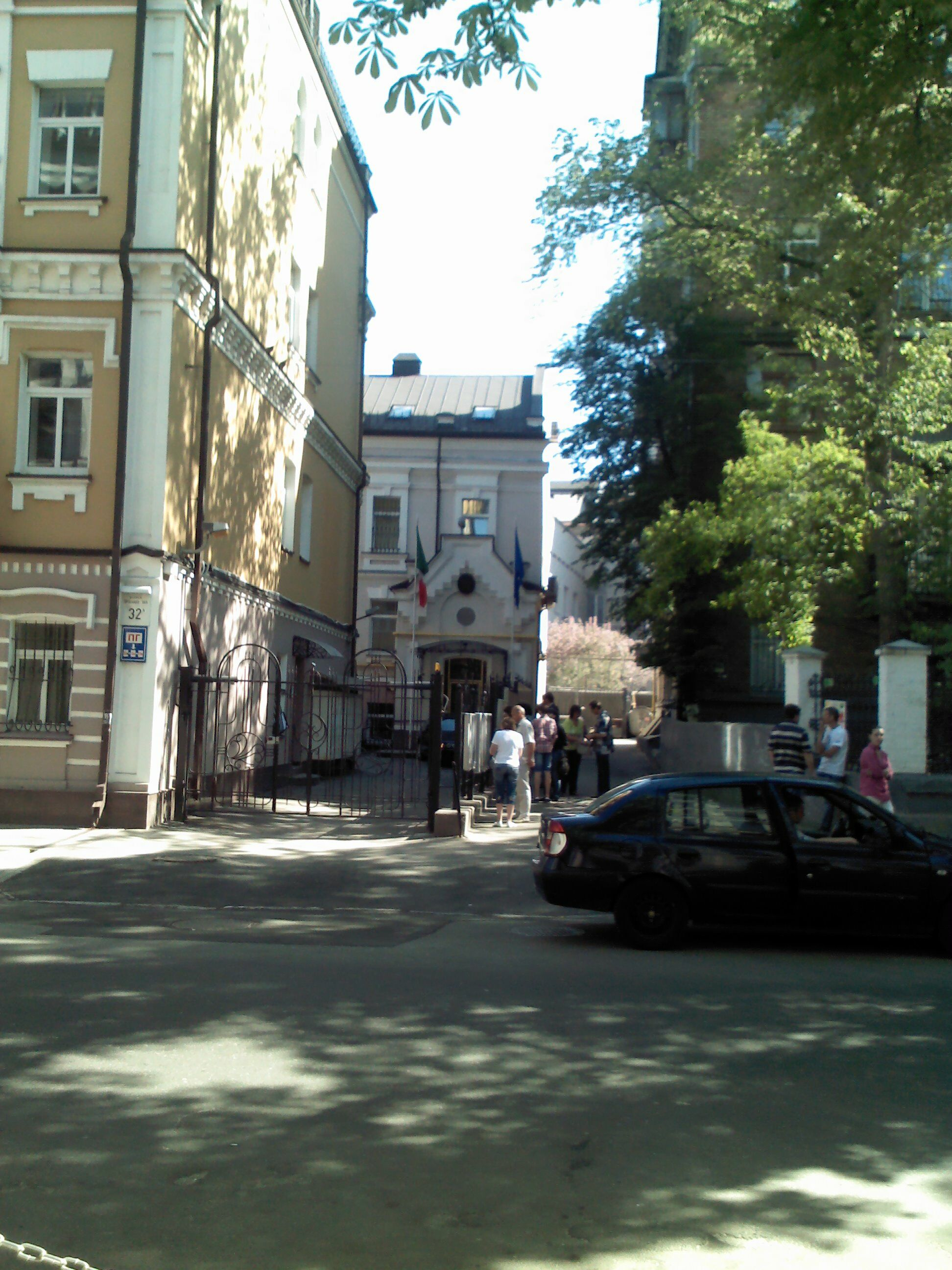
Velvyslanectví v Kyjevě
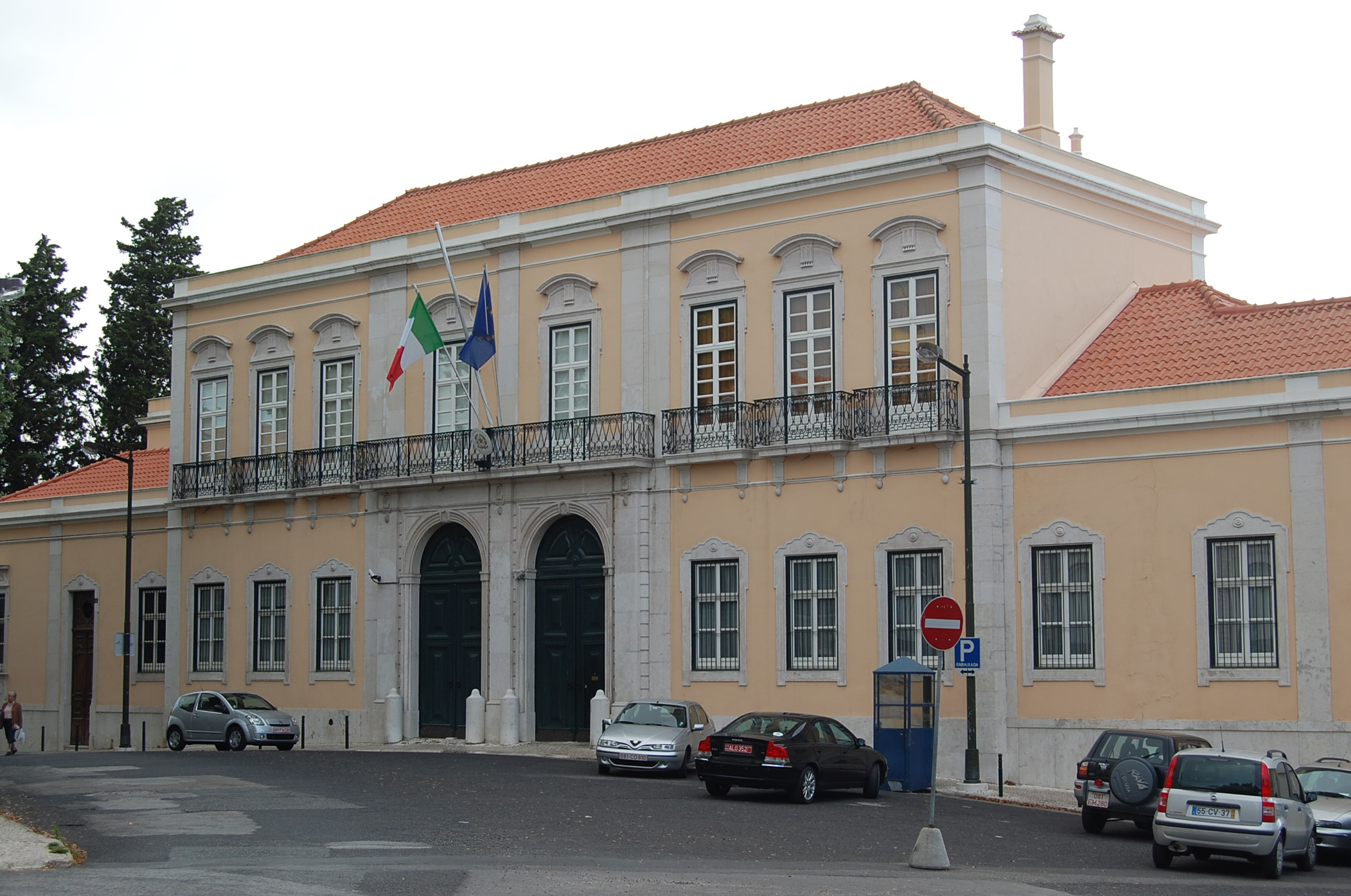
Velvyslanectví v Lisabonu
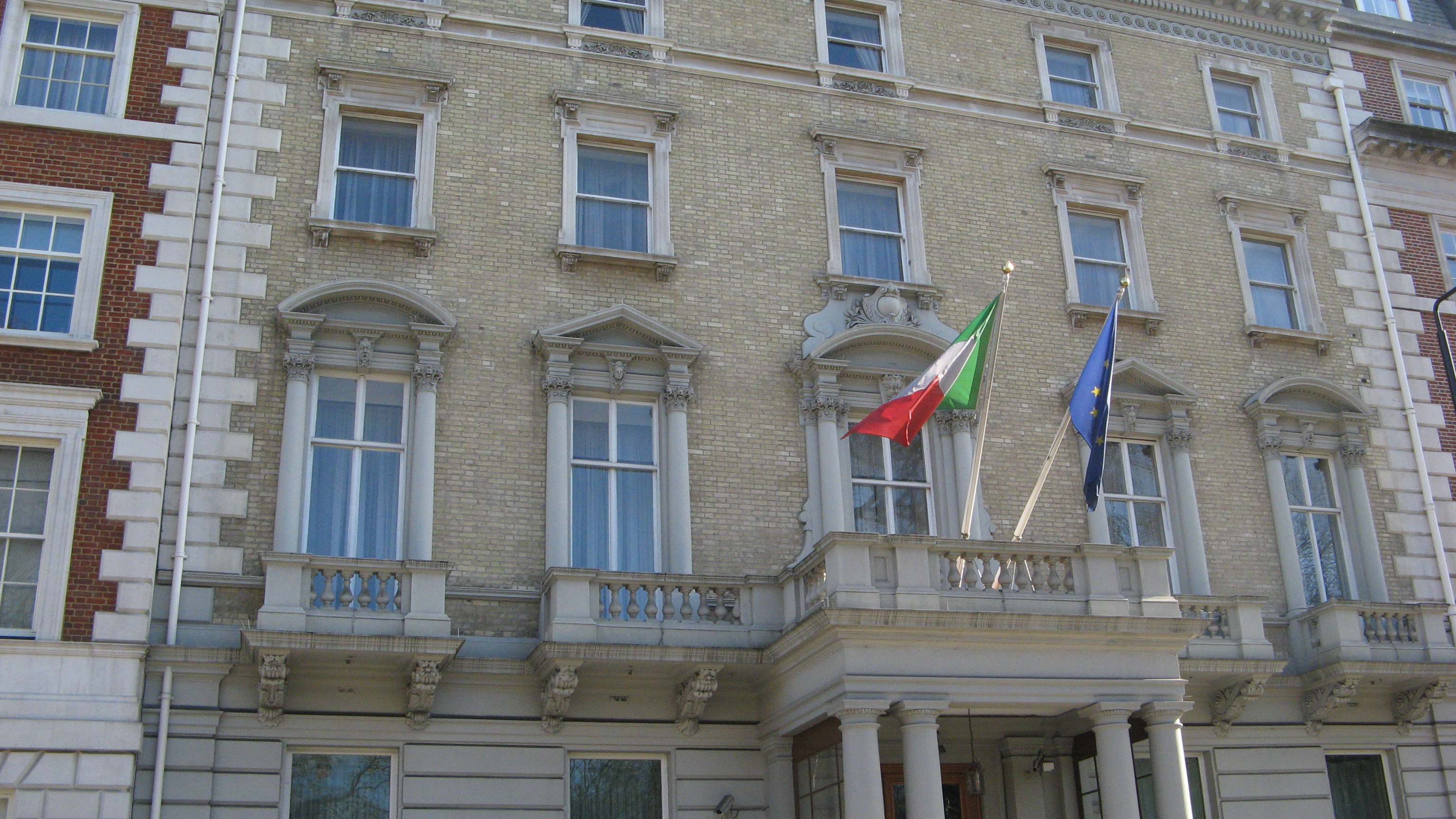
Velvyslanectví v Londýně
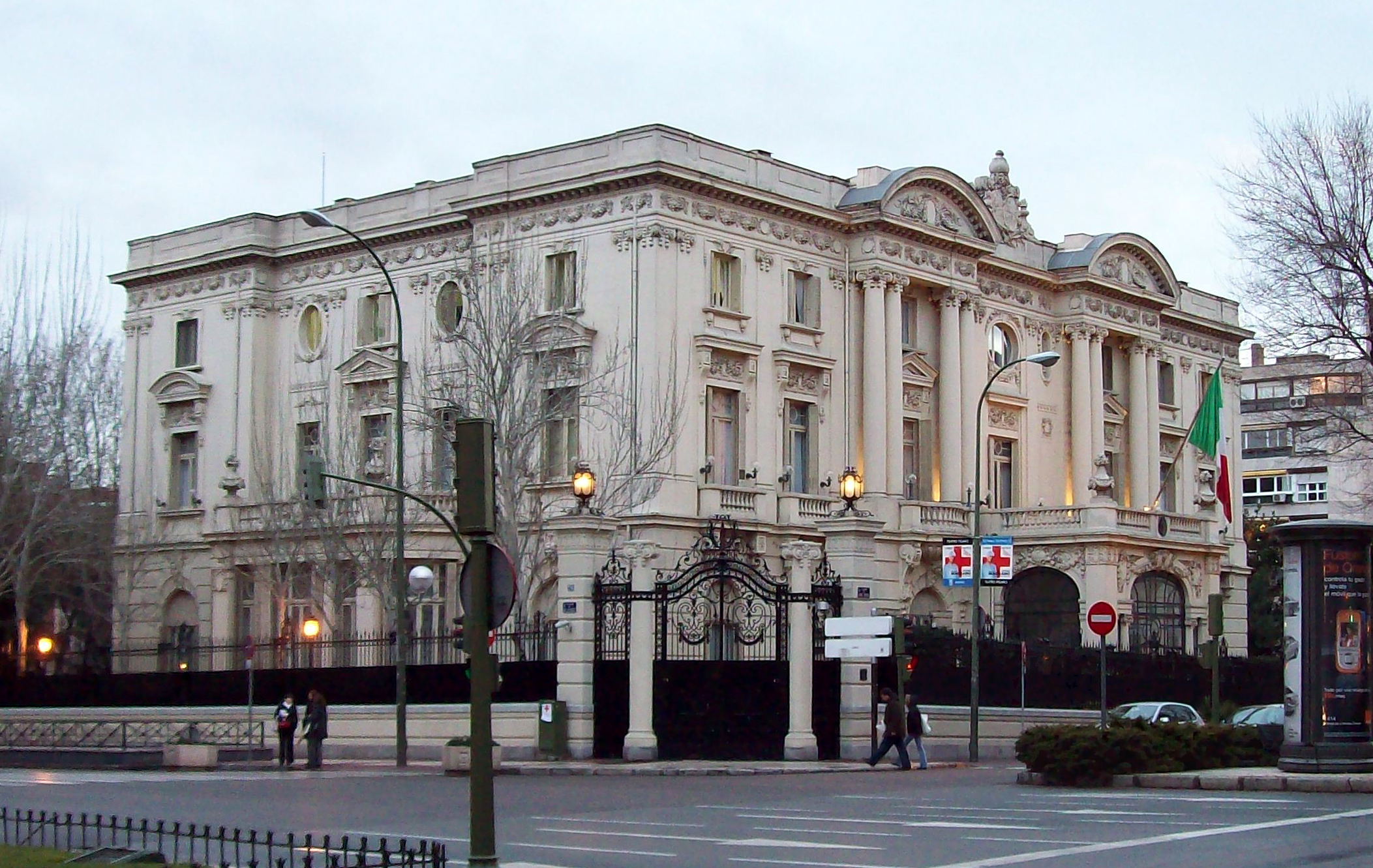
Velvyslanectví v Madridu
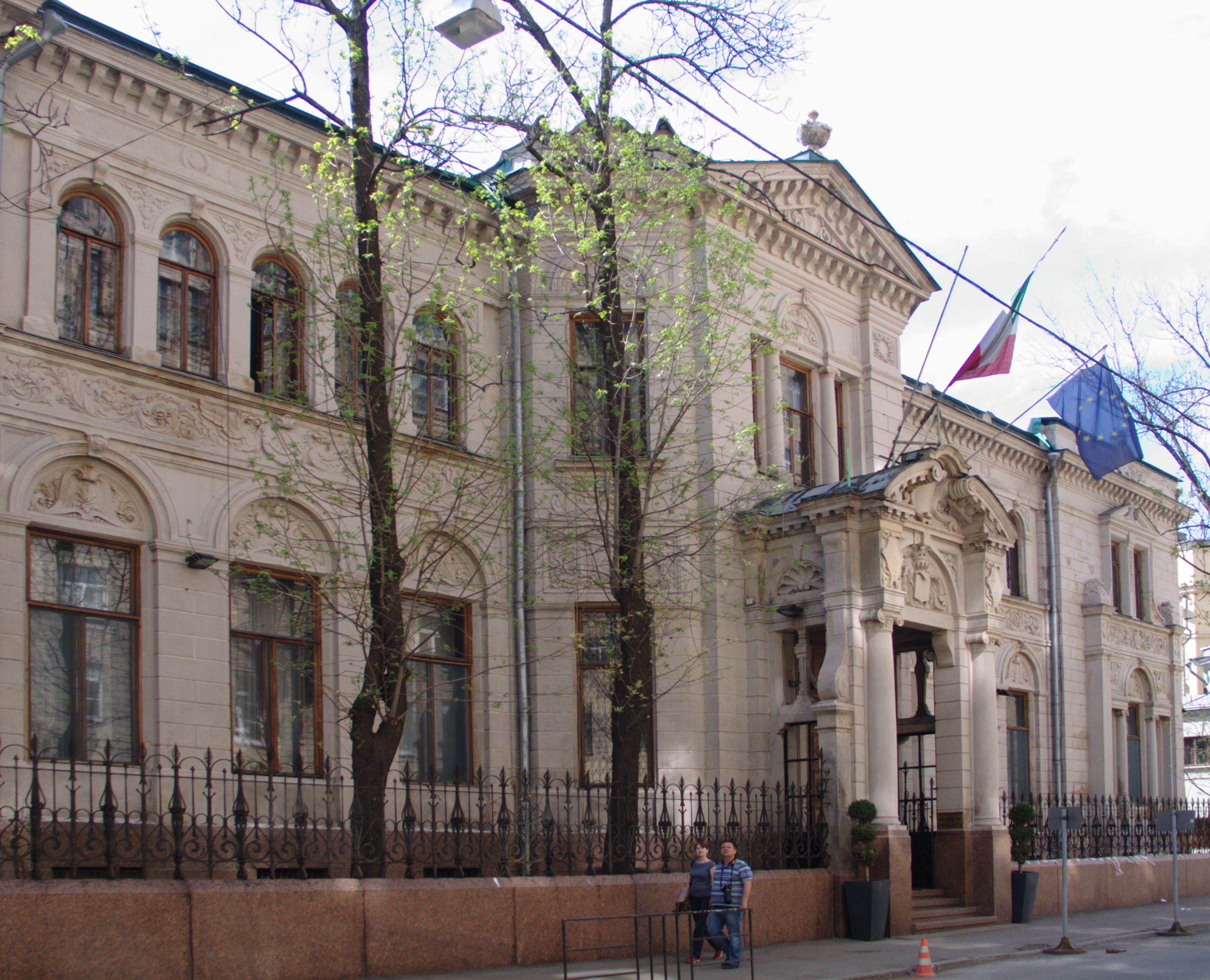
Velvyslanectví v Moskvě
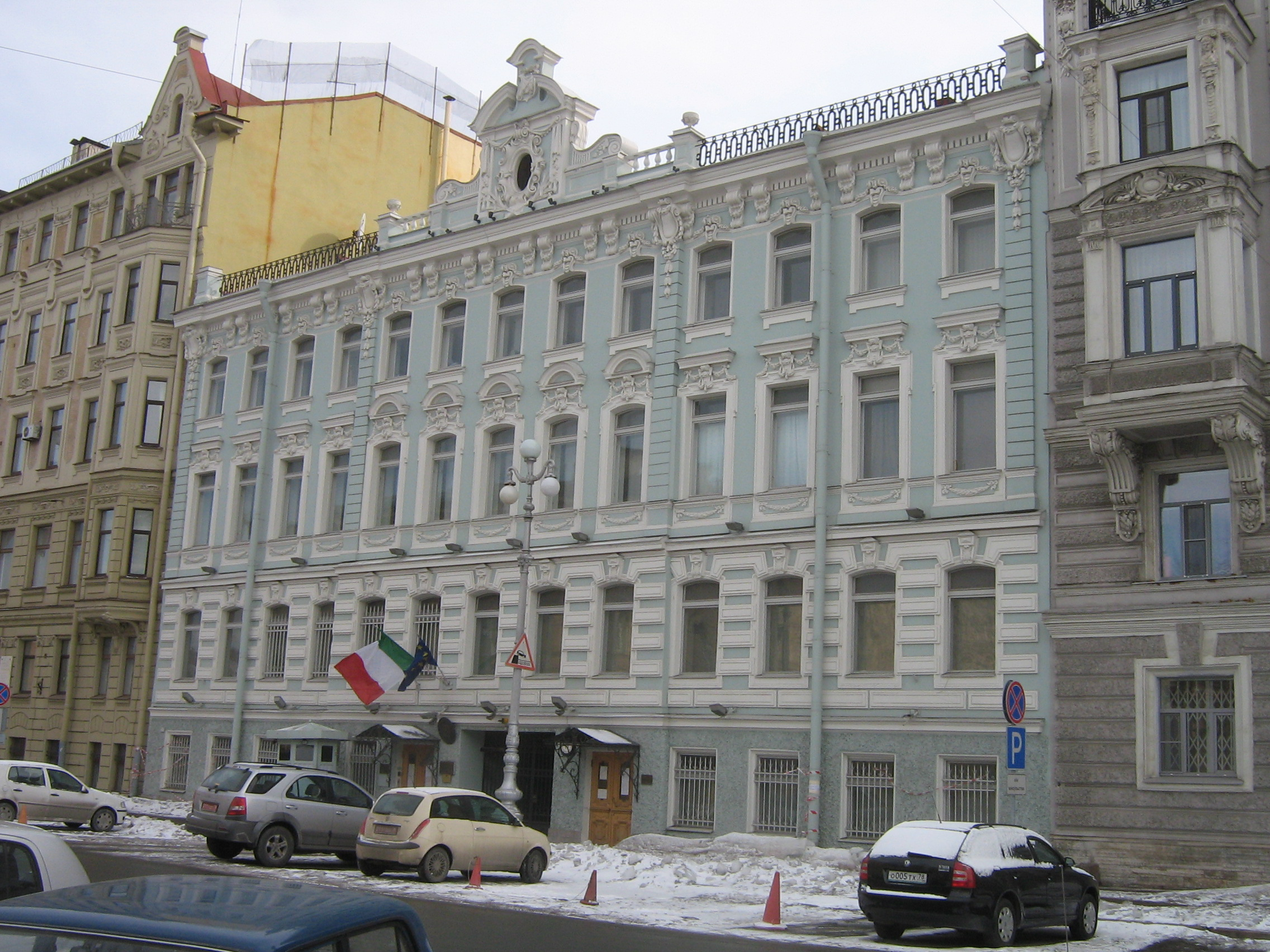
Generální konzulát v Petrohradu
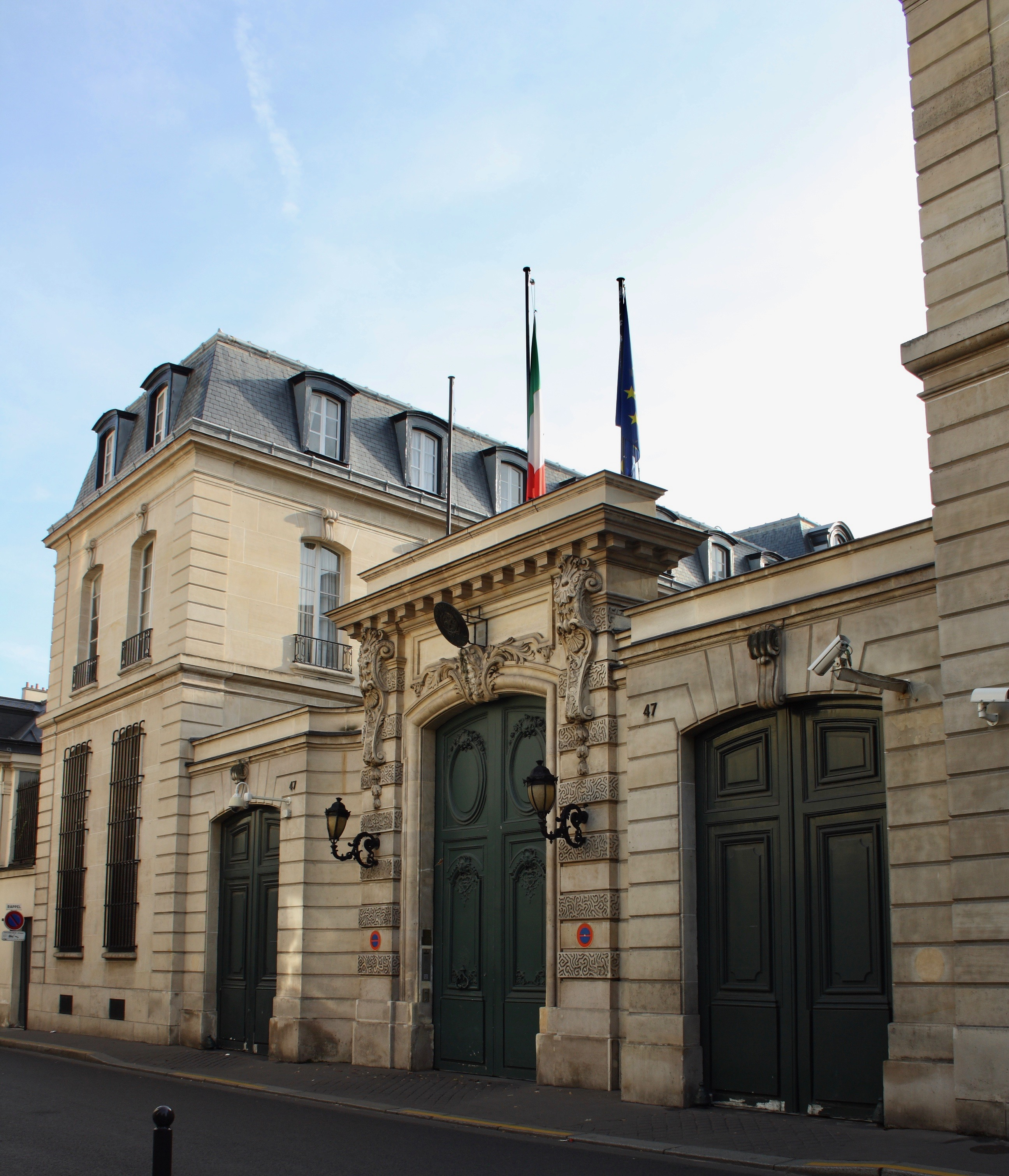
Velvyslanectví v Paříži
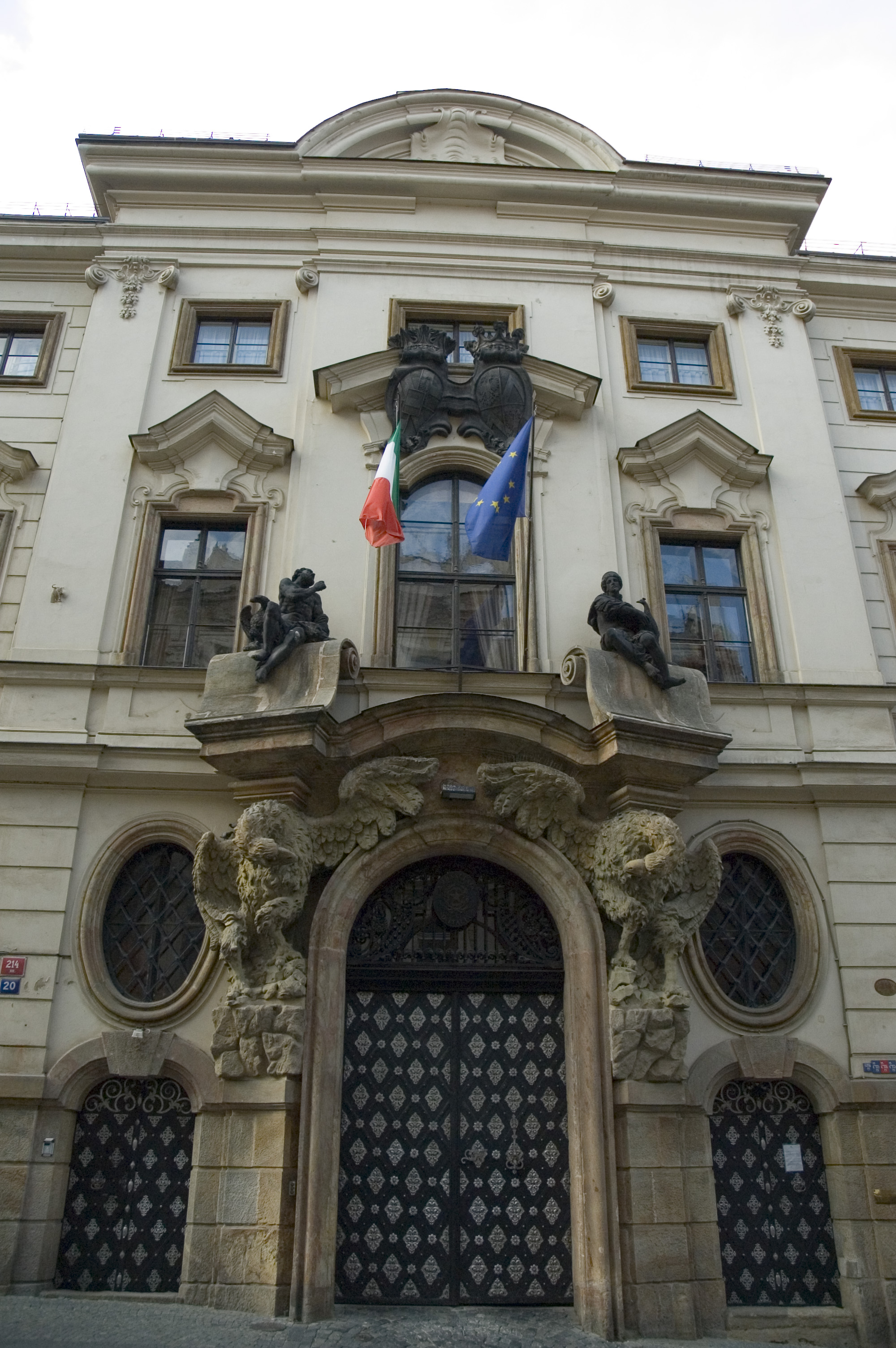
Velvyslanectví v Praze
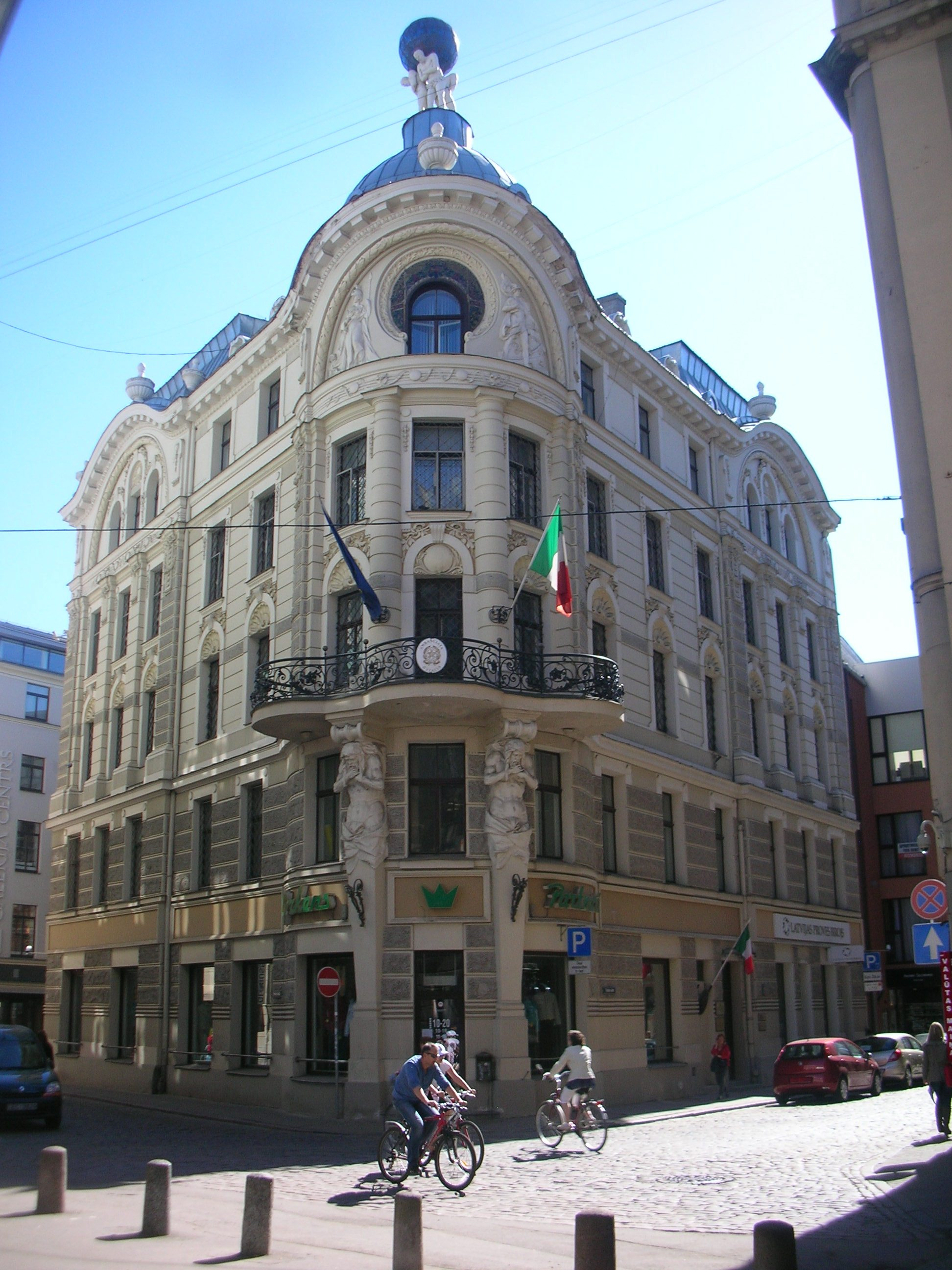
Velvyslanectví v Rize
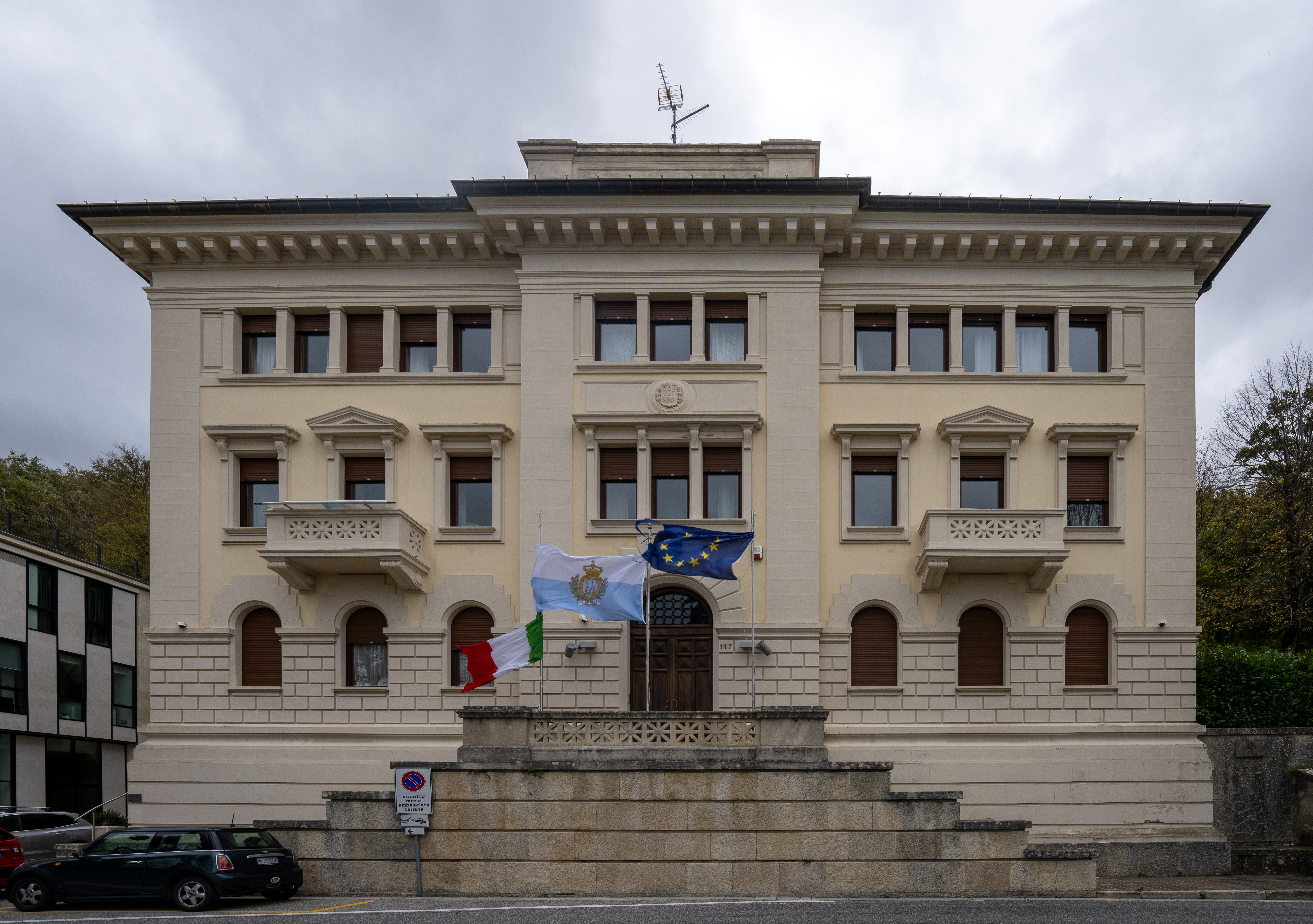
Velvyslanectví v San Marinu
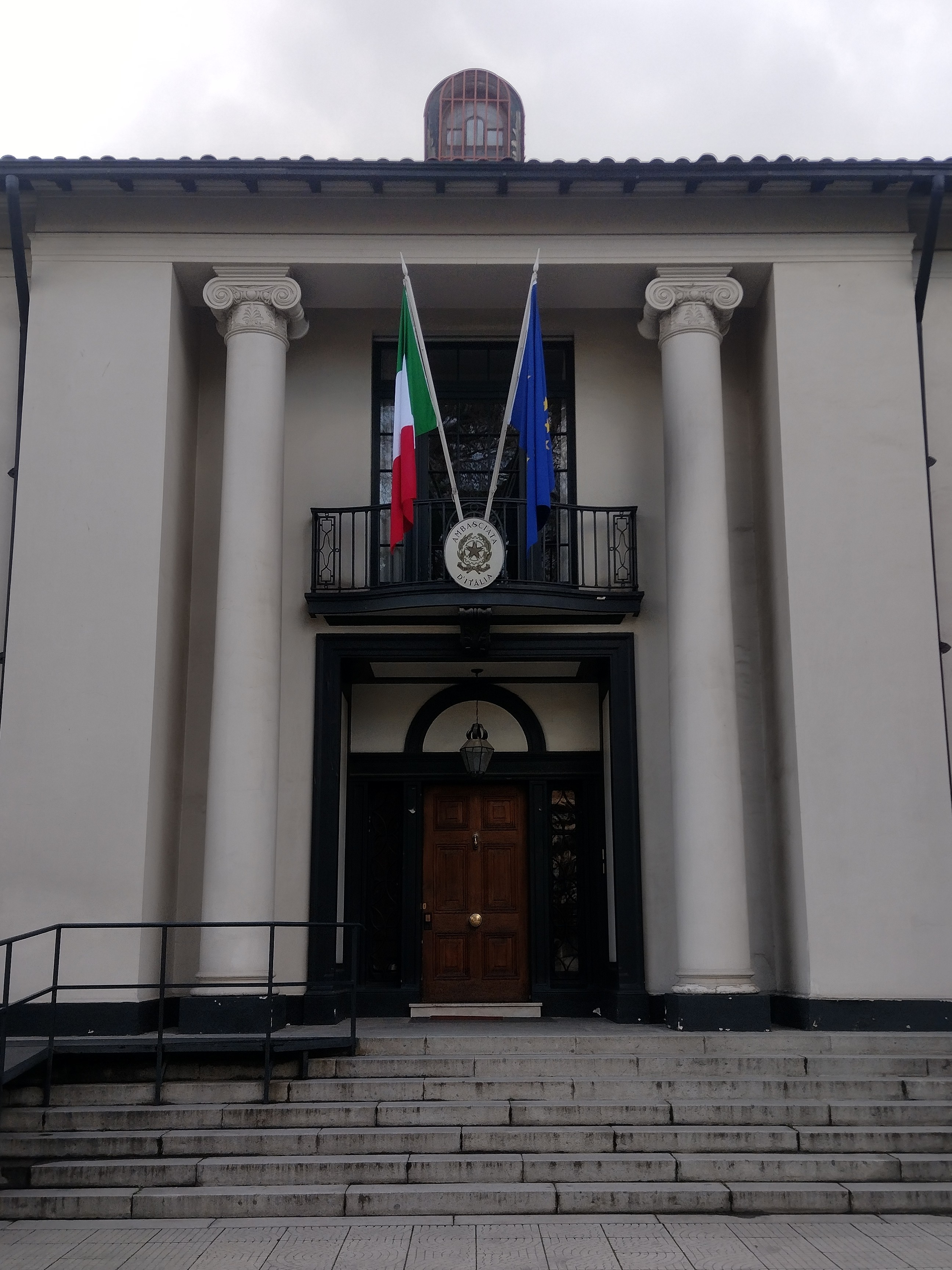
Velvyslanectví v Santiagu
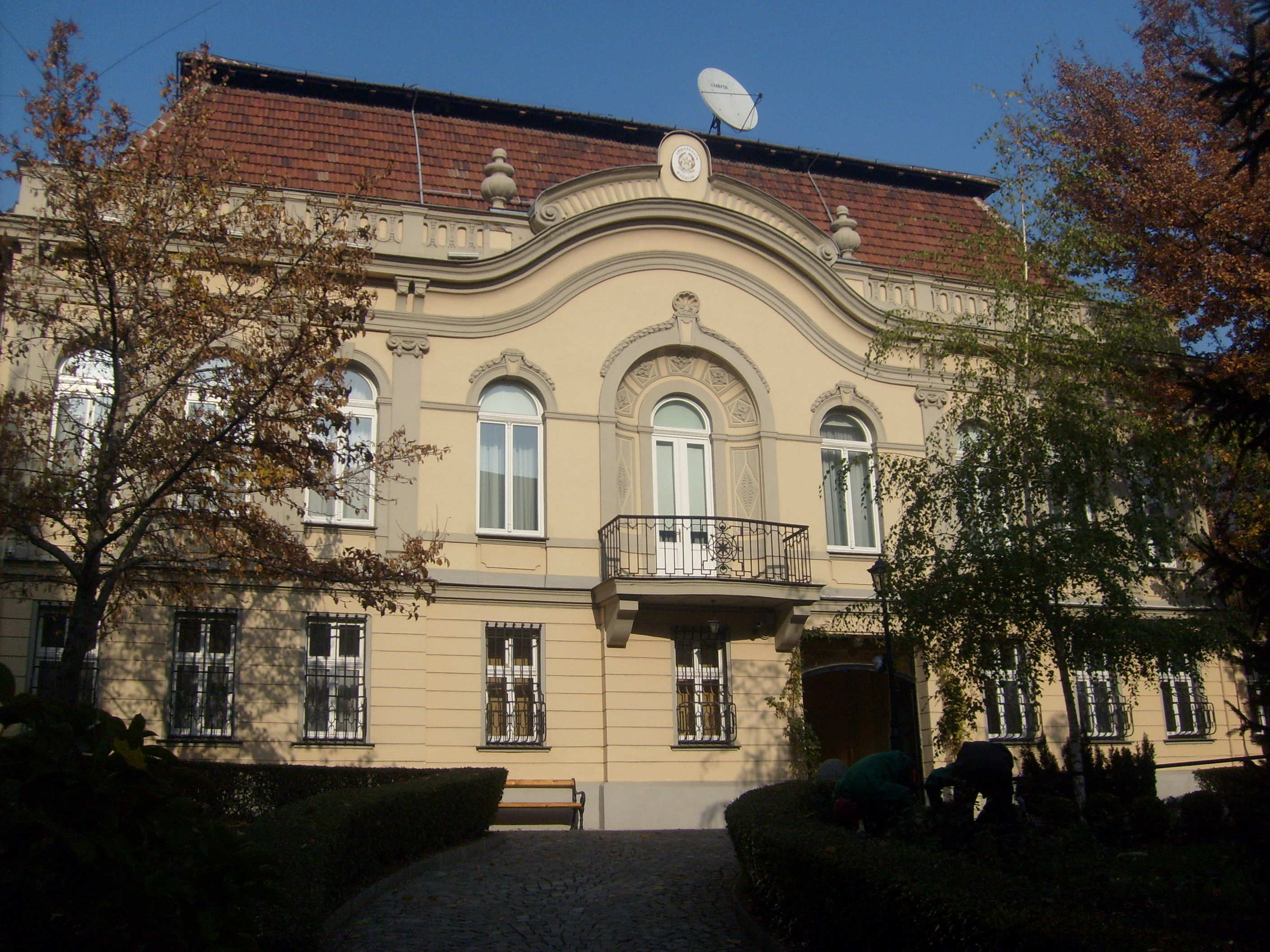
Velvyslanectví v Sofii
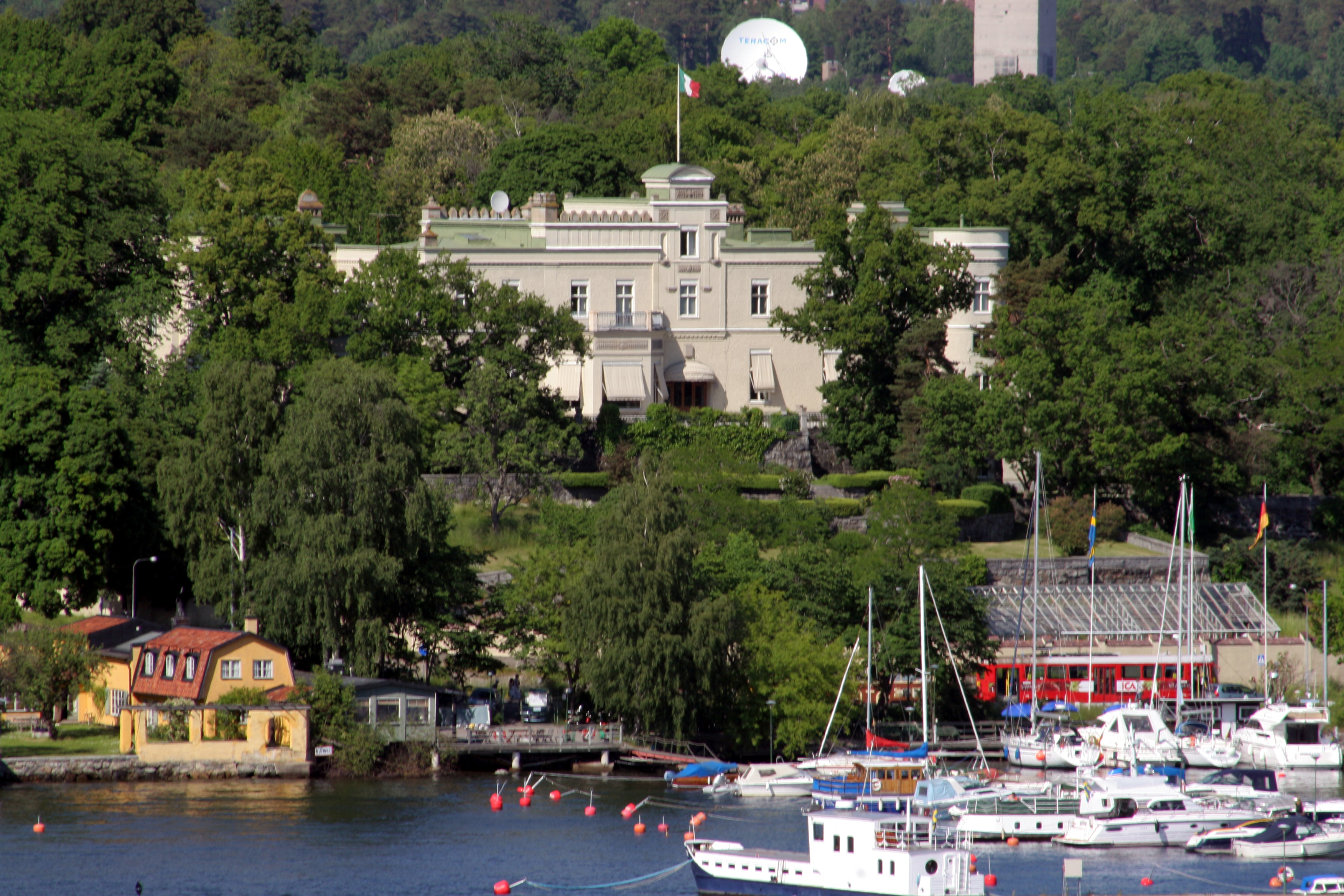
Velvyslanectví ve Stockholmu
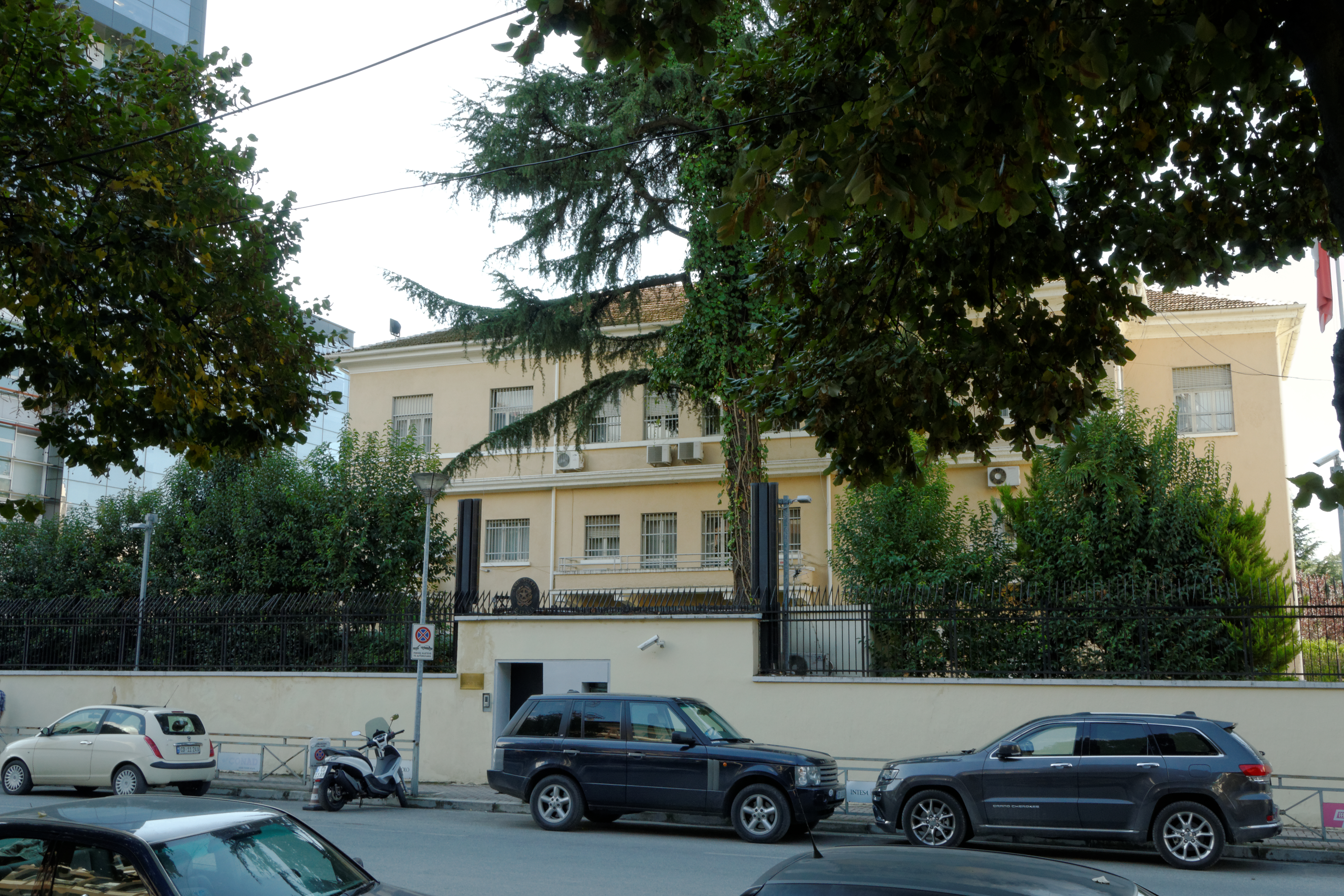
Velvyslanectví v Tiraně
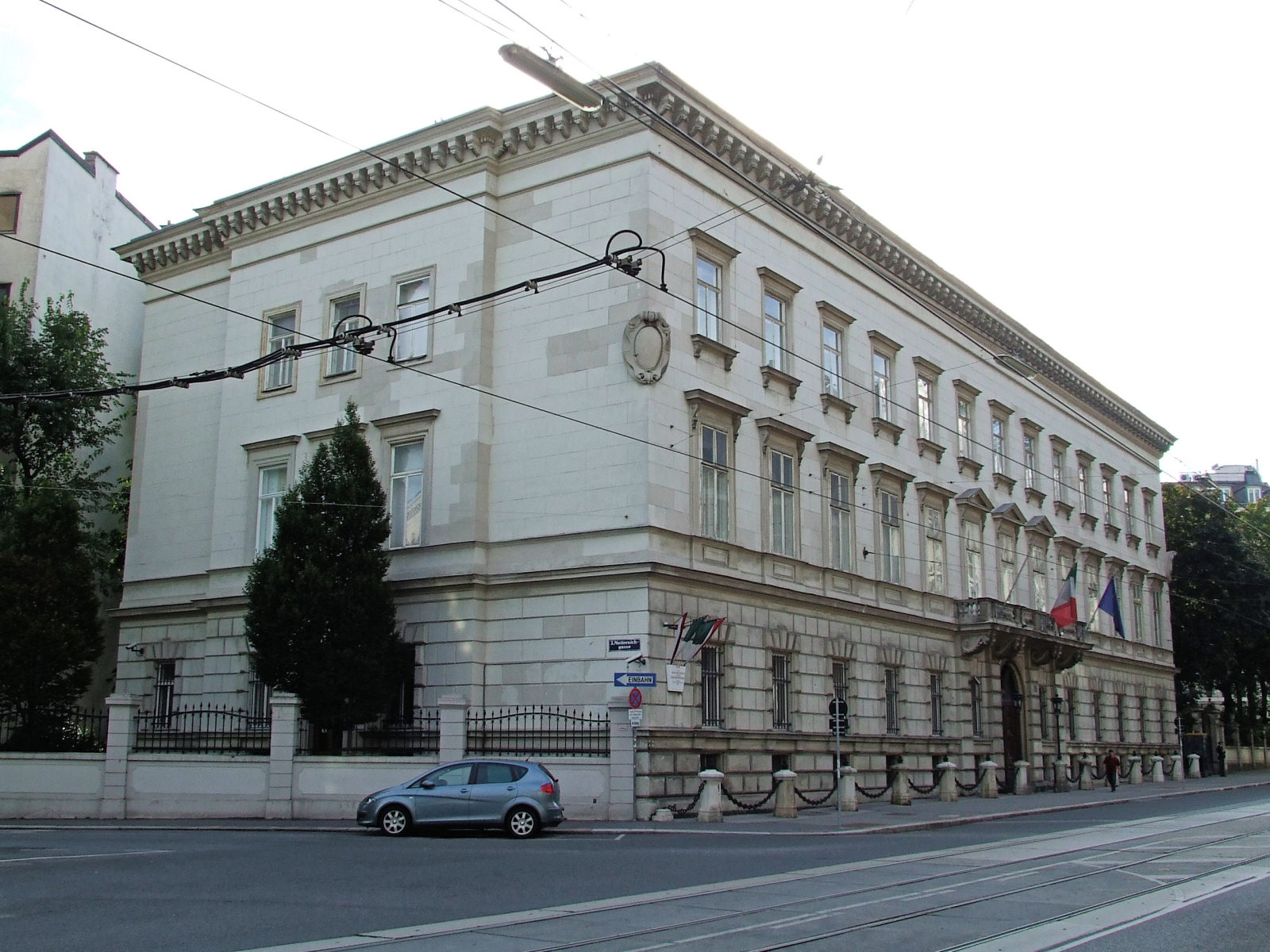
Velvyslanectví ve Vídni
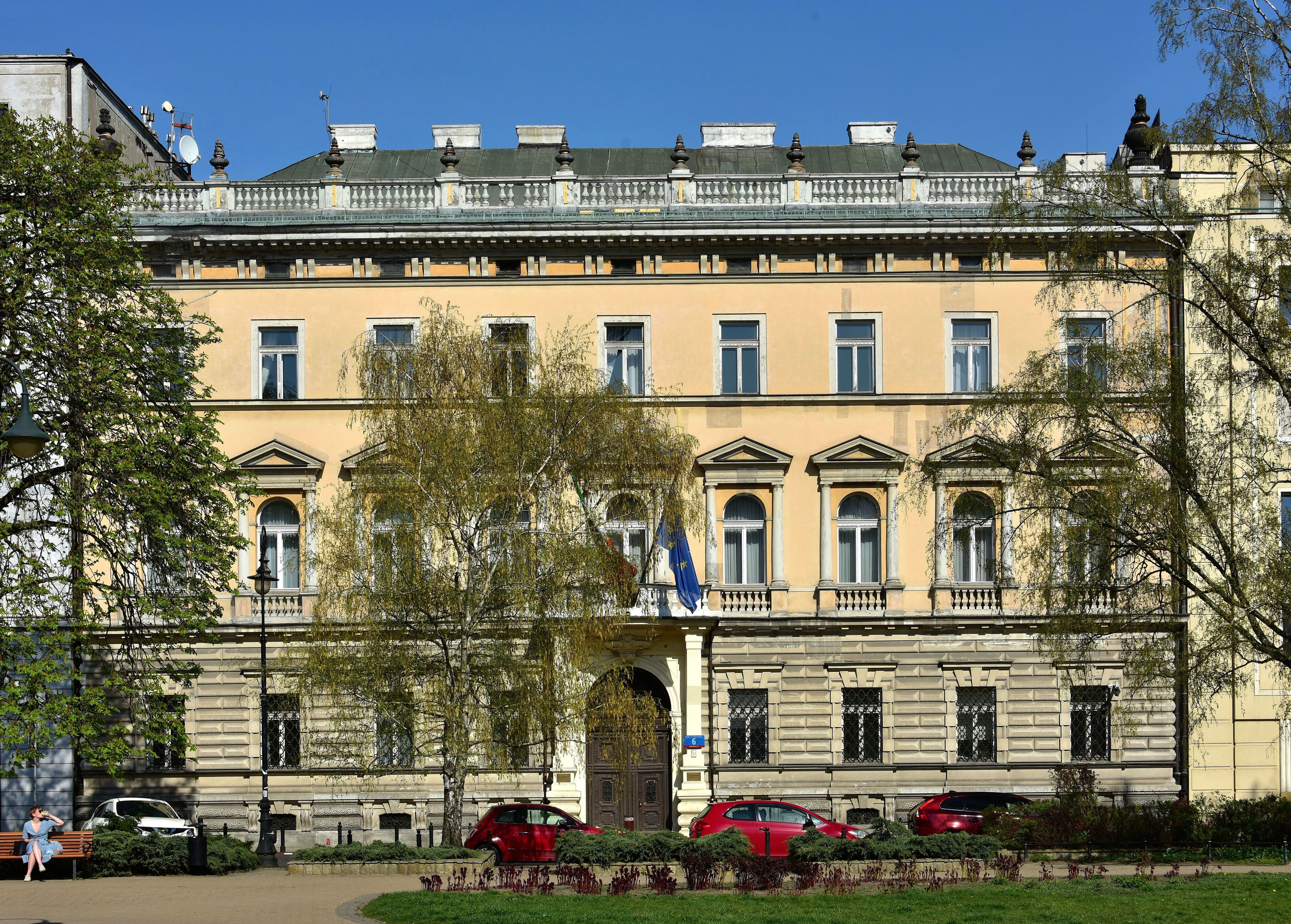
Velvyslanectví ve Varšavě
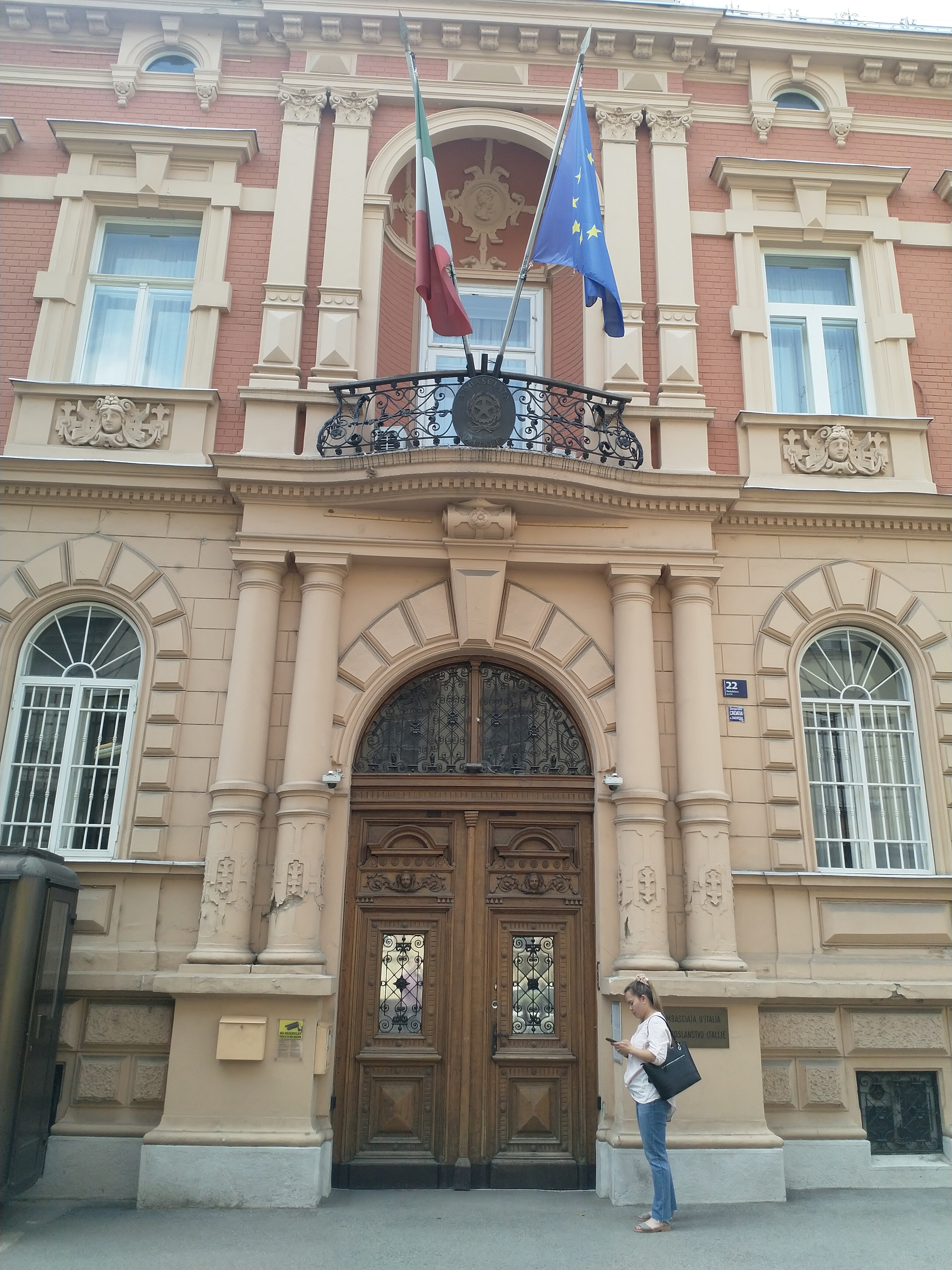
Velvyslanectví v Záhřebu

### Oceánie
| Hostitelská země | Hostitelské město | Mise               | Souběžná akreditace                                              | Reference |
| ---------------- | ----------------- | ------------------ | ---------------------------------------------------------------- | --------- |
| Austrálie        | Canberra          | Velvyslanectví     | Státy: Fidži Nauru Papua Nová Guinea Šalomounovy ostrovy Vanuatu | [ 137 ]   |
| Austrálie        | Melbourne         | Generální konzulát | Státy: Fidži Nauru Papua Nová Guinea Šalomounovy ostrovy Vanuatu | [ 138 ]   |
| Austrálie        | Sydney            | Generální konzulát | Státy: Fidži Nauru Papua Nová Guinea Šalomounovy ostrovy Vanuatu | [ 139 ]   |
| Austrálie        | Adelaide          | Konzulát           | Státy: Fidži Nauru Papua Nová Guinea Šalomounovy ostrovy Vanuatu | [ 140 ]   |
| Austrálie        | Brisbane          | Konzulát           | Státy: Fidži Nauru Papua Nová Guinea Šalomounovy ostrovy Vanuatu | [ 141 ]   |
| Austrálie        | Perth             | Konzulát           | Státy: Fidži Nauru Papua Nová Guinea Šalomounovy ostrovy Vanuatu | [ 142 ]   |
| Nový Zéland      | Wellington        | Velvyslanectví     | Státy: Cookovy ostrovy Kiribati                                  | [ 143 ]   |

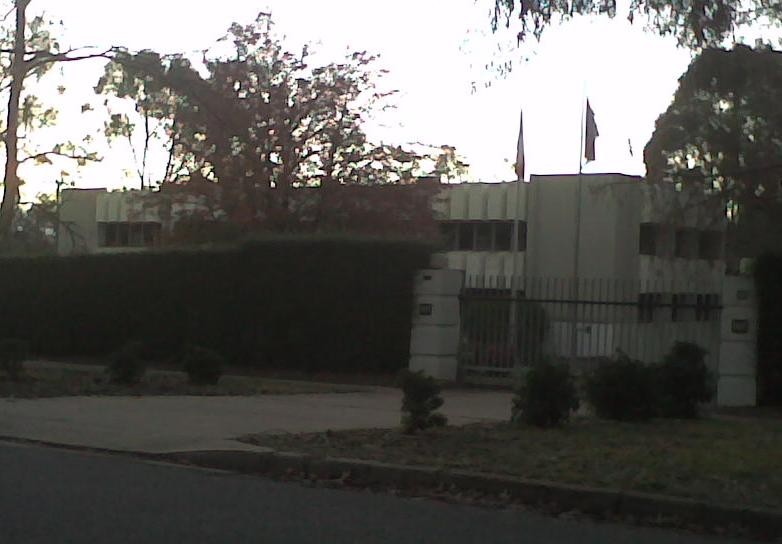
Velvyslanectví v Canbeře

### Multilaterální organizace
| Organizace                          | Hostitelská země | Hostitelské město      | Mise             | Souběžná akreditace | Reference |
| ----------------------------------- | ---------------- | ---------------------- | ---------------- | --- | --------- |
| Africká unie                        | Addis Abeba      | Etiopie                | Stálá mise       | Mezinárodní organizace: Hospodářská komise pro Afriku |           |
| Konference o odzbrojení             | Ženeva           | Švýcarsko              | Stálá mise       | | [ 144 ]   |
| Rada Evropy                         | Štrasburk        | Francie                | Stálá delegace   | |           |
| Evropská unie                       | Brusel           | Belgie                 | Stálé zastoupení | | [ 145 ]   |
| Organizace pro výživu a zemědělství | Řím              | Itálie                 | Stálé zastoupení | Mezinárodní organizace: Mezinárodní fond pro zemědělský rozvoj Světový potravinový program | [ 146 ]   |
| NATO                                | Brusel           | Belgie                 | Stálé zastoupení | | [ 147 ]   |
| OECD                                | Paříž            | Francie                | Stálá delegace   | Mezinárodní organizace: Evropská kosmická agentura Financial Action Task Force Mezinárodní úřad pro míry a váhy Mezinárodní dopravní fórum Světová organizace pro zdraví zvířat                                                                                | [ 148 ]   |
| OSCE                                | Vídeň            | Rakousko               | Stálá delegace   | |           |
| Organizace spojených národů         | New York         | Spojené státy americké | Stálá mise       | |           |
| Organizace spojených národů         | Ženeva           | Švýcarsko              | Stálá mise       | Mezinárodní organizace: Mezinárodní organizace pro migraci Světová zdravotnická organizace Světová organizace duševního vlastnictví Světová obchodní organizace                                                                                                | [ 144 ]   |
| Organizace spojených národů         | Vídeň            | Rakousko               | Stálá mise       | Mezinárodní organizace: Přípravná komise pro organizaci Smlouvy o úplném zákazu jaderných zkoušek Mezinárodní agentura pro atomovou energii Komise OSN pro mezinárodní obchodní právo UNIDO Úřad OSN pro vesmírné záležitosti Úřad OSN pro drogy a kriminalitu |           |
| UNESCO                              | Paříž            | Francie                | Stálá delegace   | | [ 149 ]   |

## Uzavřené mise

### Afrika
| Hostitelská země | Hostitelské město | Mise           | Rok uzavření | Reference |
| ---------------- | ----------------- | -------------- | ------------ | --------- |
| Alžírsko         | Annaba            | Konzulát       | 2000         | [ 150 ]   |
| Alžírsko         | Oran              | Konzulát       | 2000         | [ 150 ]   |
| Egypt            | Alexandrie        | Konzulát       | 2014         |           |
| Jižní Afrika     | Durban            | Konzulát       | 2010         | [ 151 ]   |
| Madagaskar       | Antananarivo      | Velvyslanectví | 2000         |           |
| Maroko           | Tanger            | Vicekonzulát   | 2001         | [ 152 ]   |
| Mauritánie       | Nuakšott          | Velvyslanectví | 2014         | [ 153 ]   |
| Namibie          | Windhoek          | Velvyslanectví | 2012         | [ 154 ]   |
| Tunisko          | Sfax              | Vicekonzulát   | 1998         | [ 155 ]   |

### Amerika
| Hostitelská země       | Hostitelské město | Mise           | Rok uzavření | Reference      |
| ---------------------- | ----------------- | -------------- | ------------ | -------------- |
| Haiti                  | Port-au-Prince    | Velvyslanectví | Neznámý      | [ 156 ]        |
| Honduras               | Tegucigalpa       | Velvyslanectví | 2014         | [ 48 ] [ 157 ] |
| Jamajka                | Kingston          | Velvyslanectví | 2000         | [ 154 ]        |
| Kanada                 | Hamilton          | Vicekonzulát   | 2000         | [ 158 ]        |
| Spojené státy americké | Cleveland         | Konzulát       | 1980         | [ 71 ]         |
| Spojené státy americké | New Orleans       | Konzulát       | 1997         | [ 71 ]         |
| Spojené státy americké | Newark            | Konzulát       | 2014         |                |

### Asie
| Hostitelská země | Hostitelské město | Mise           | Rok uzavření | Reference       |
| ---------------- | ----------------- | -------------- | ------------ | --------------- |
| Afghánistán      | Kábul             | Velvyslanectví | 2011         | [ 159 ]         |
| Jemen            | Saná              | Velvyslanectví | 2015         | [ 160 ] [ 161 ] |
| Nepál            | Káthmándú         | Velvyslanectví | 1997         | [ 162 ]         |

### Evropa
| Hostitelská země   | Hostitelské město        | Mise                   | Rok uzavření | Reference       |
| ------------------ | ------------------------ | ---------------------- | ------------ | --------------- |
| Albánie            | Skadar                   | Konzulát               | 2013         |                 |
| Belgie             | Antverpy                 | Generální konzulát     | 2000         | [ 158 ]         |
| Belgie             | Mons                     | Vicekonzulát           | 2013         |                 |
| Belgie             | Lutych                   | Generální konzulát     | 2012         | [ 163 ]         |
| Belgie             | Namur                    | Konzulární agentura    | 1998         | [ 155 ]         |
| Chorvatsko         | Split                    | Konzulát               | 2013         |                 |
| Francie            | Bastia                   | Konzulát               | 2007         |                 |
| Francie            | Chambéry                 | Konzulát               | 2008         |                 |
| Francie            | Lille                    | Konzulát               | 2011         |                 |
| Francie            | Mylhúzy                  | Konzulát               | 2011         |                 |
| Francie            | Toulouse                 | Konzulát               | 2013         |                 |
| Island             | Reykjavík                | Velvyslanectví         | 2014         |                 |
| Lucembursko        | Esch-sur-Alzette         | Konzulát               | 2008         |                 |
| Německo            | Bonn                     | Pobočka velvyslanectví | 2007         |                 |
| Německo            | Hamburk                  | Generální konzulát     | 2010         | [ 164 ]         |
| Německo            | Mannheim                 | Konzulát               | 2010         | [ 151 ]         |
| Německo            | Norimberk                | Konzulát               | 2010         | [ 165 ]         |
| Německo            | Saarbrücken              | Konzulát               | 2010         | [ 165 ]         |
| Nizozemsko         | Amsterdam                | Generální konzulát     | 2014         |                 |
| Nizozemsko         | Rotterdam                | Generální konzulát     | 1998         | [ 155 ]         |
| Rakousko           | Innsbruck                | Generální konzulát     | 2012         | [ 166 ]         |
| Rakousko           | Klagenfurt am Wörthersee | Generální konzulát     | 2000         | [ 158 ]         |
| Rumunsko           | Temešvár                 | Konzulát               | 2014         |                 |
| Řecko              | Soluň                    | Konzulát               | 2001         | [ 152 ]         |
| Spojené království | Bedford                  | Vicekonzulát           | 2008         | [ 167 ]         |
| Švýcarsko          | Lausanne                 | Generální konzulát     | 2011         | [ 168 ] [ 169 ] |
| Švýcarsko          | Neuchâtel                | Konzulární agentura    | 2013         |                 |
| Švýcarsko          | St. Gallen               | Konzulát               | 2014         | [ 170 ]         |
| Švýcarsko          | Sion                     | Konzulární agentura    | 2013         |                 |
| Švýcarsko          | Wettingen                | Konzulární agentura    | 2013         |                 |